# 샐러드 목록
다음은 샐러드 목록이다.

## 샐러드

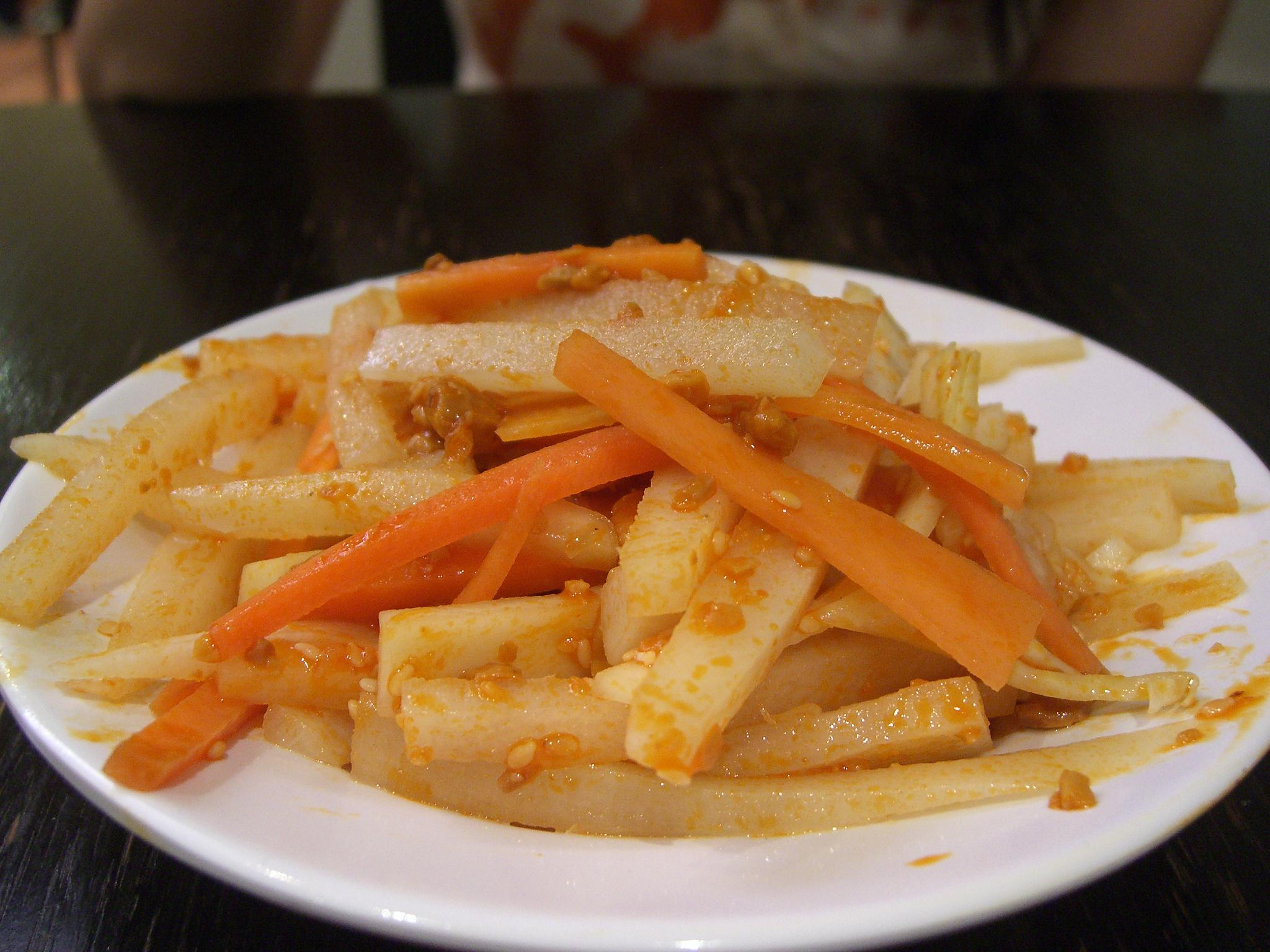
아차르 (동남아시아 음식)
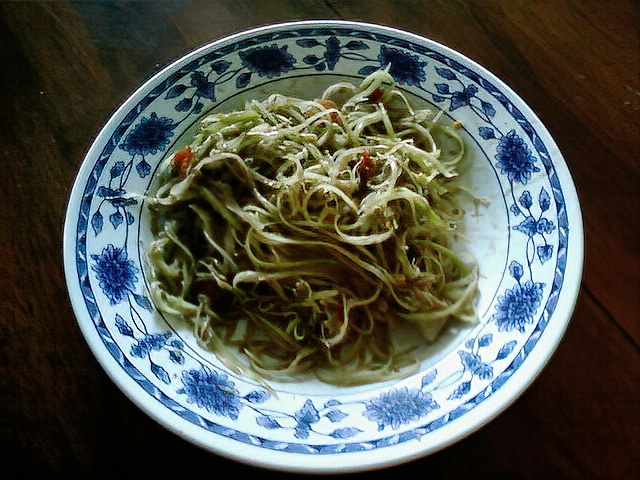
풋파파야 샐러드
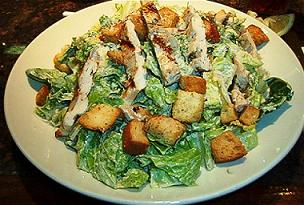
시저 샐러드
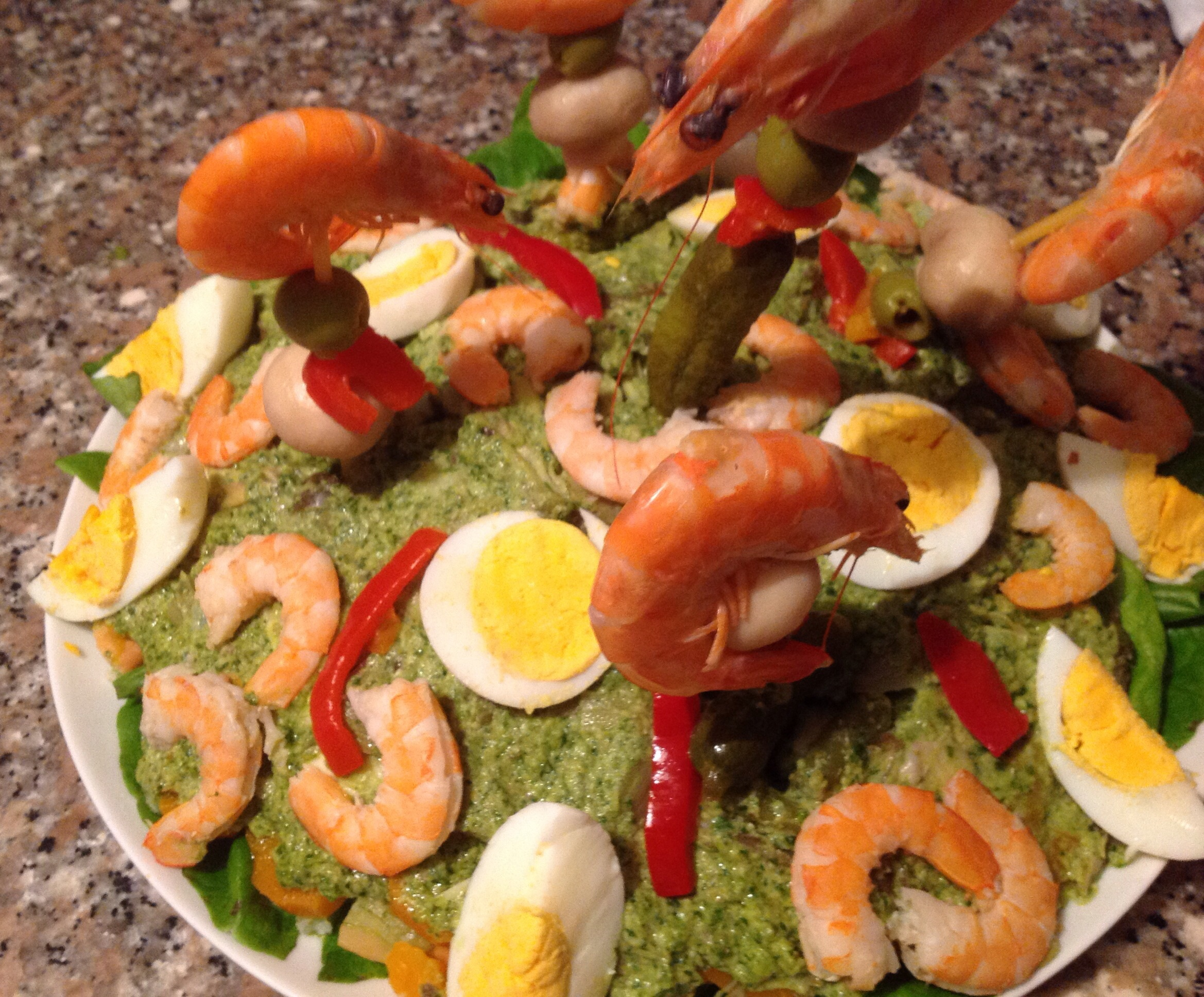
카폰 마그로
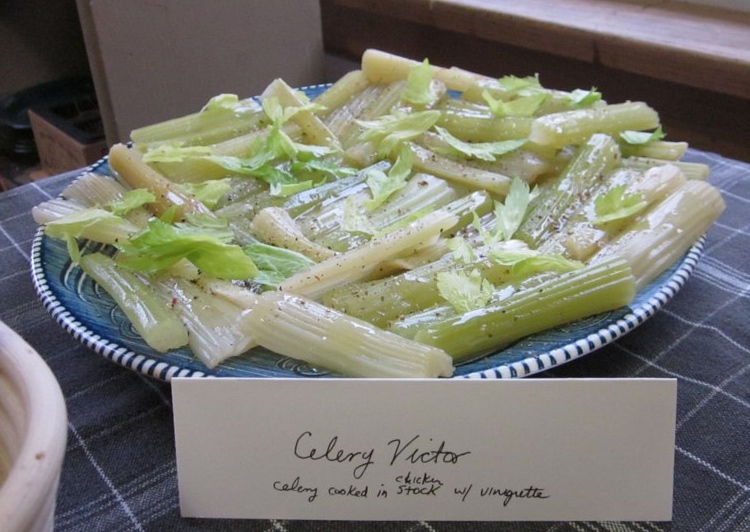
셀러리 빅터
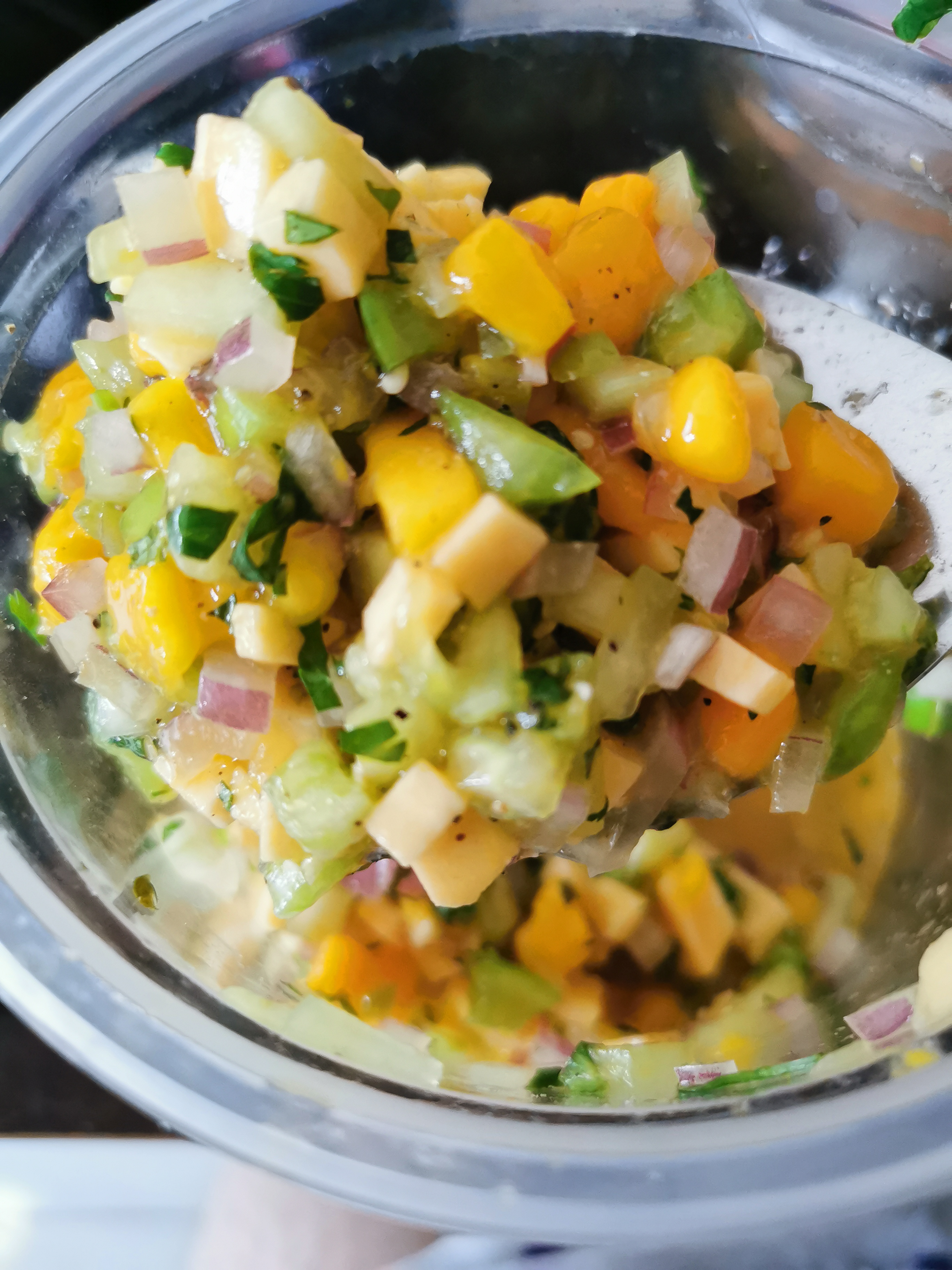
세비체
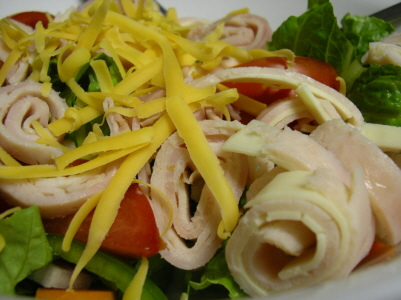
셰프 샐러드
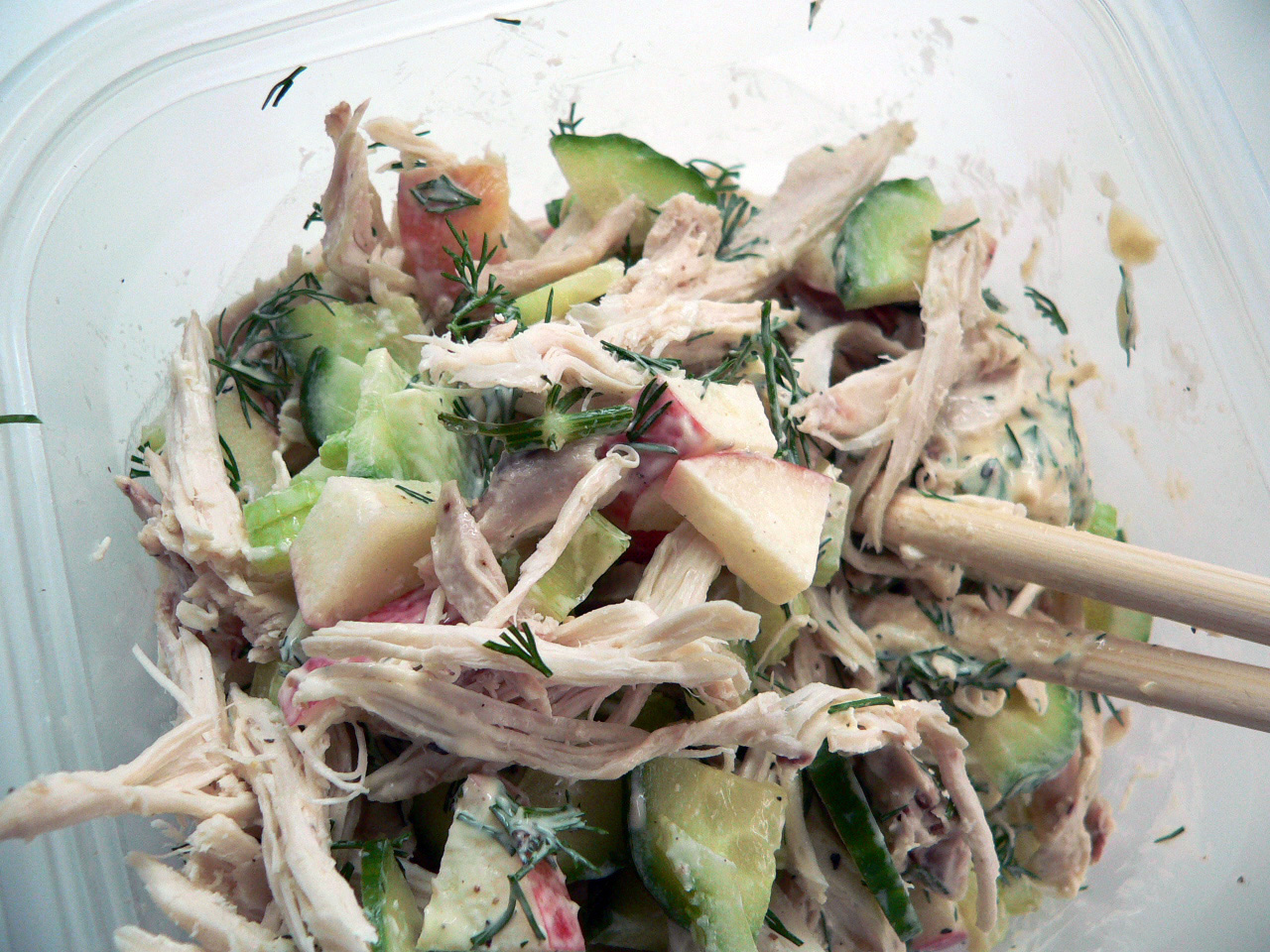
닭고기 샐러드
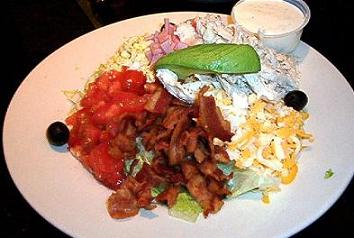
코브 샐러드
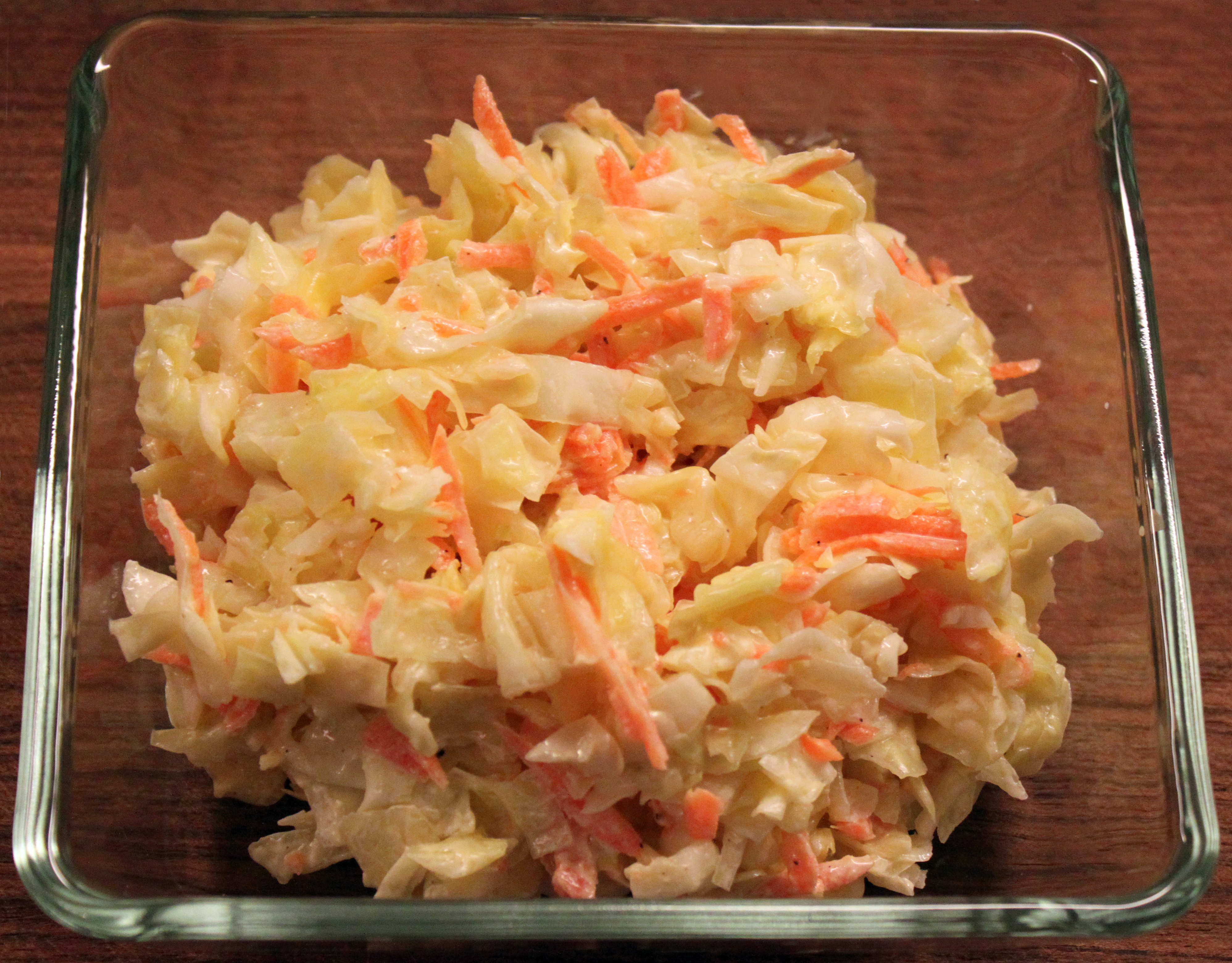
콜슬로
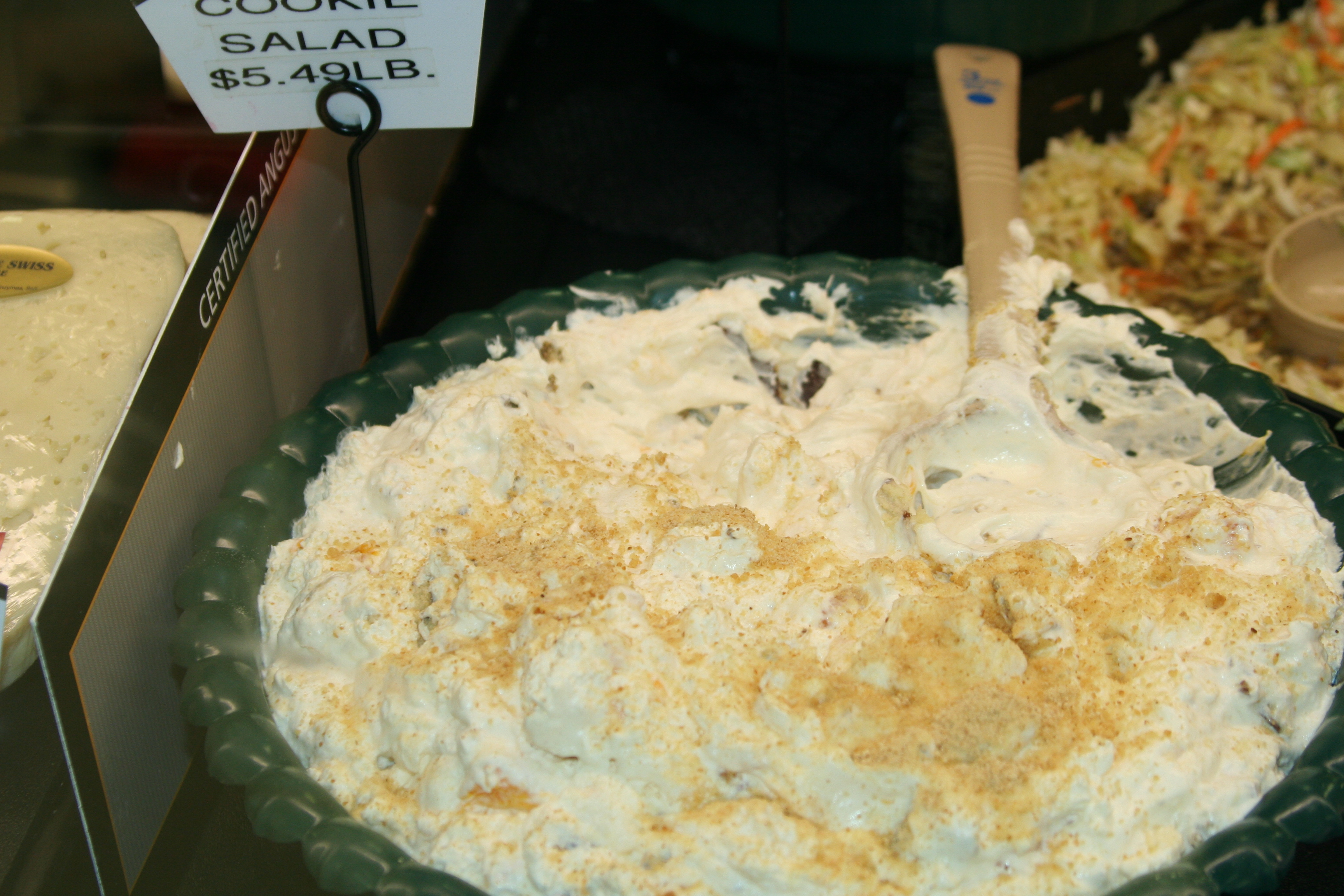
쿠키 샐러드
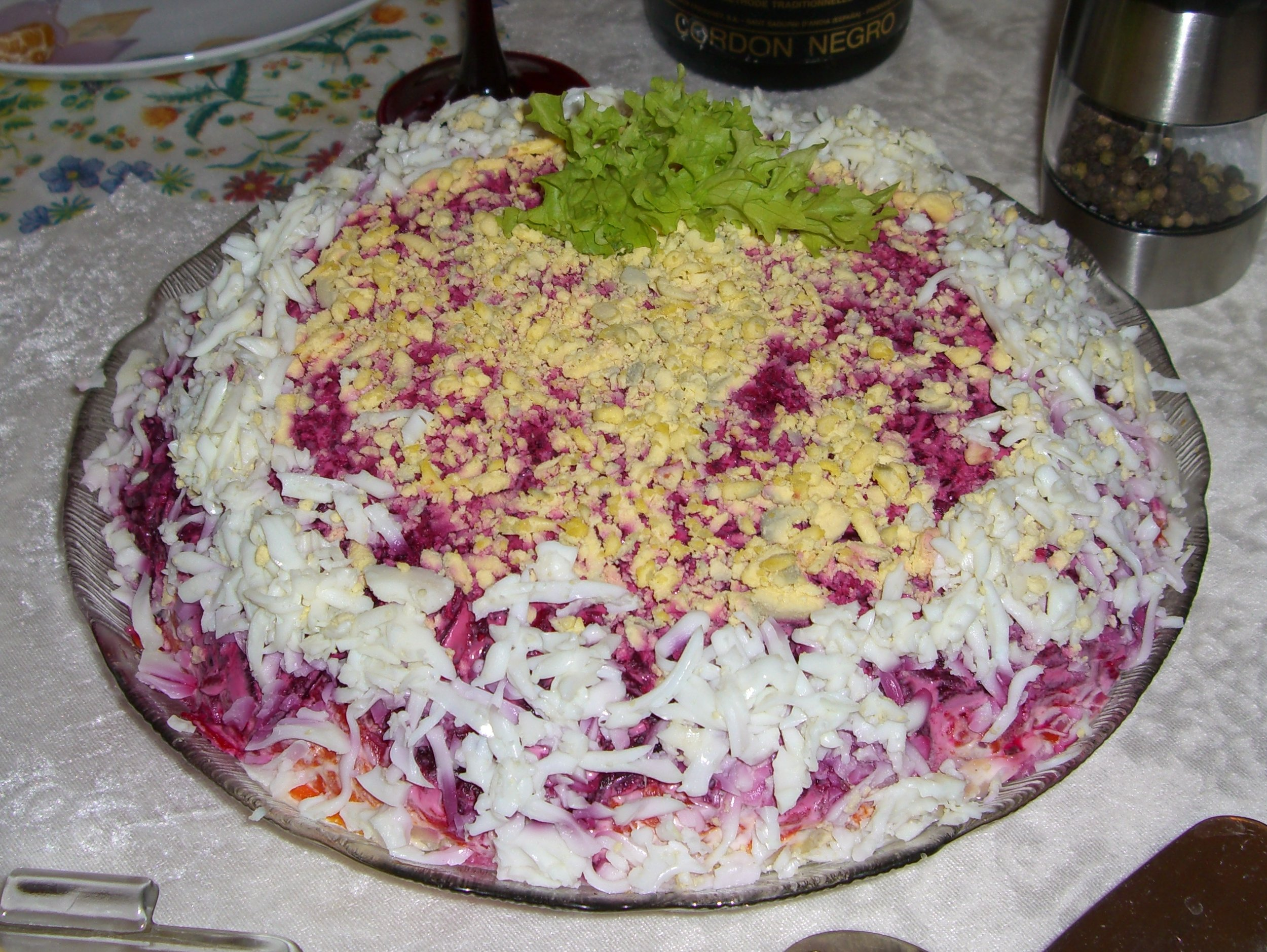
드레스드 헤링
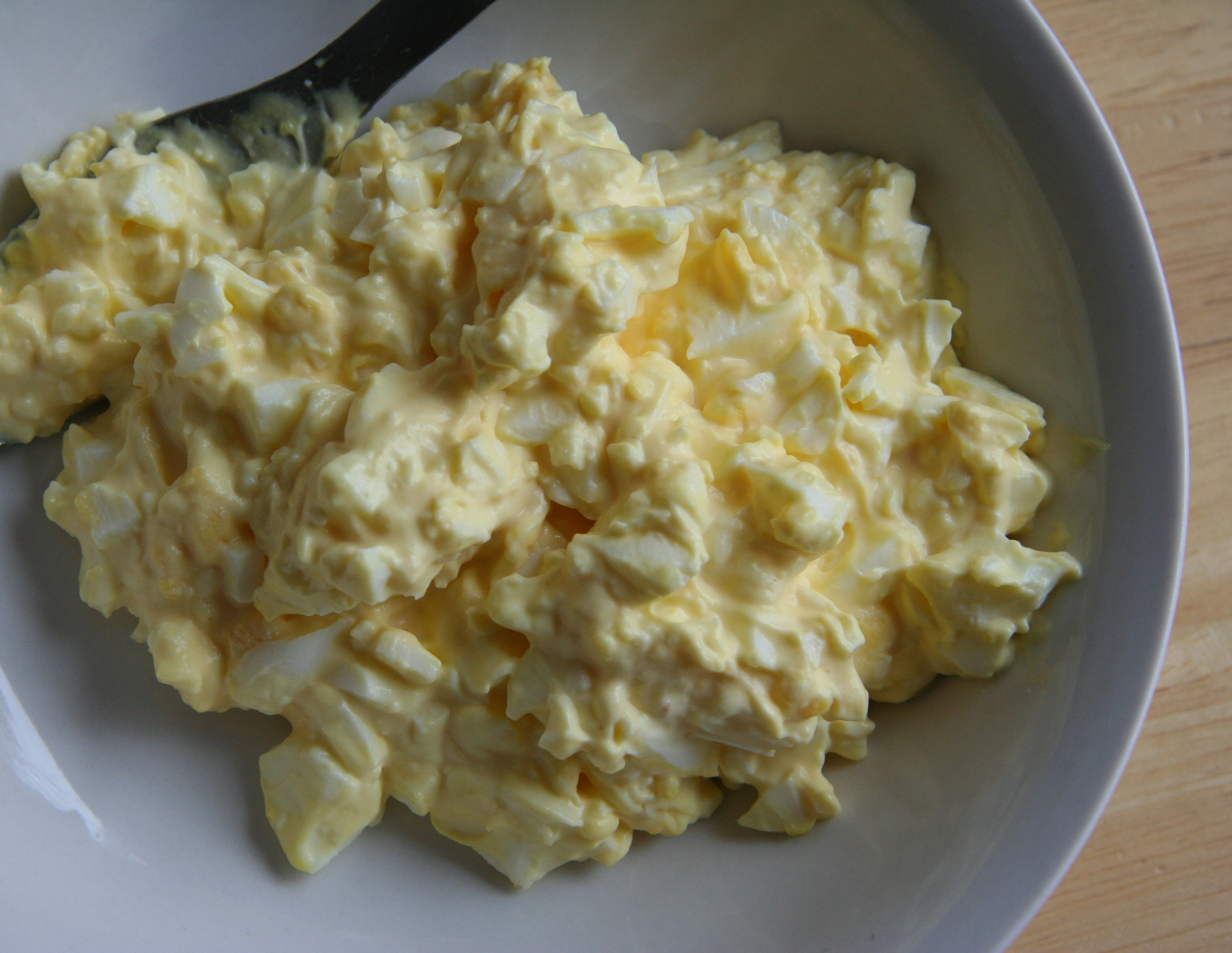
달걀 샐러드
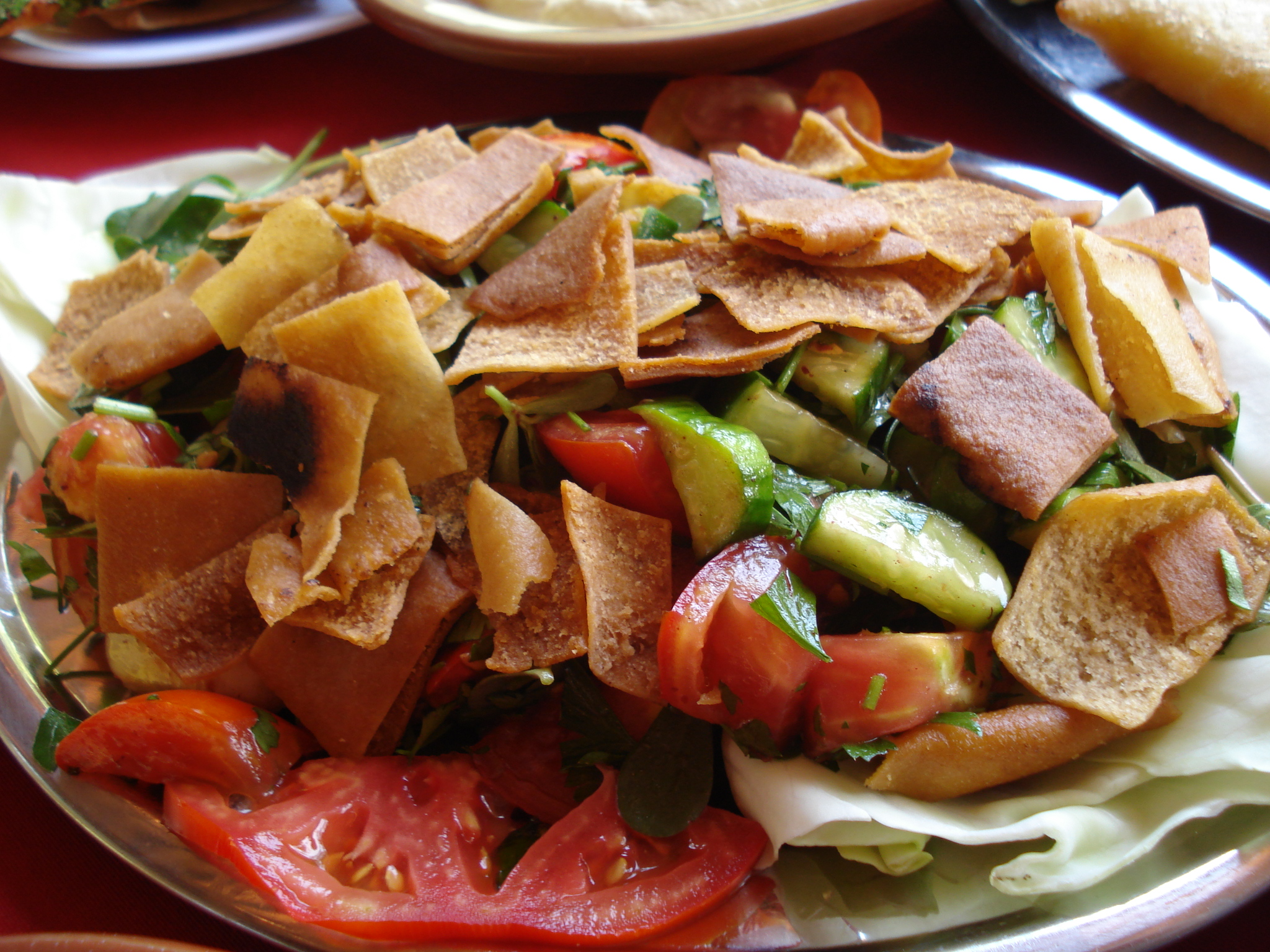
팟투시
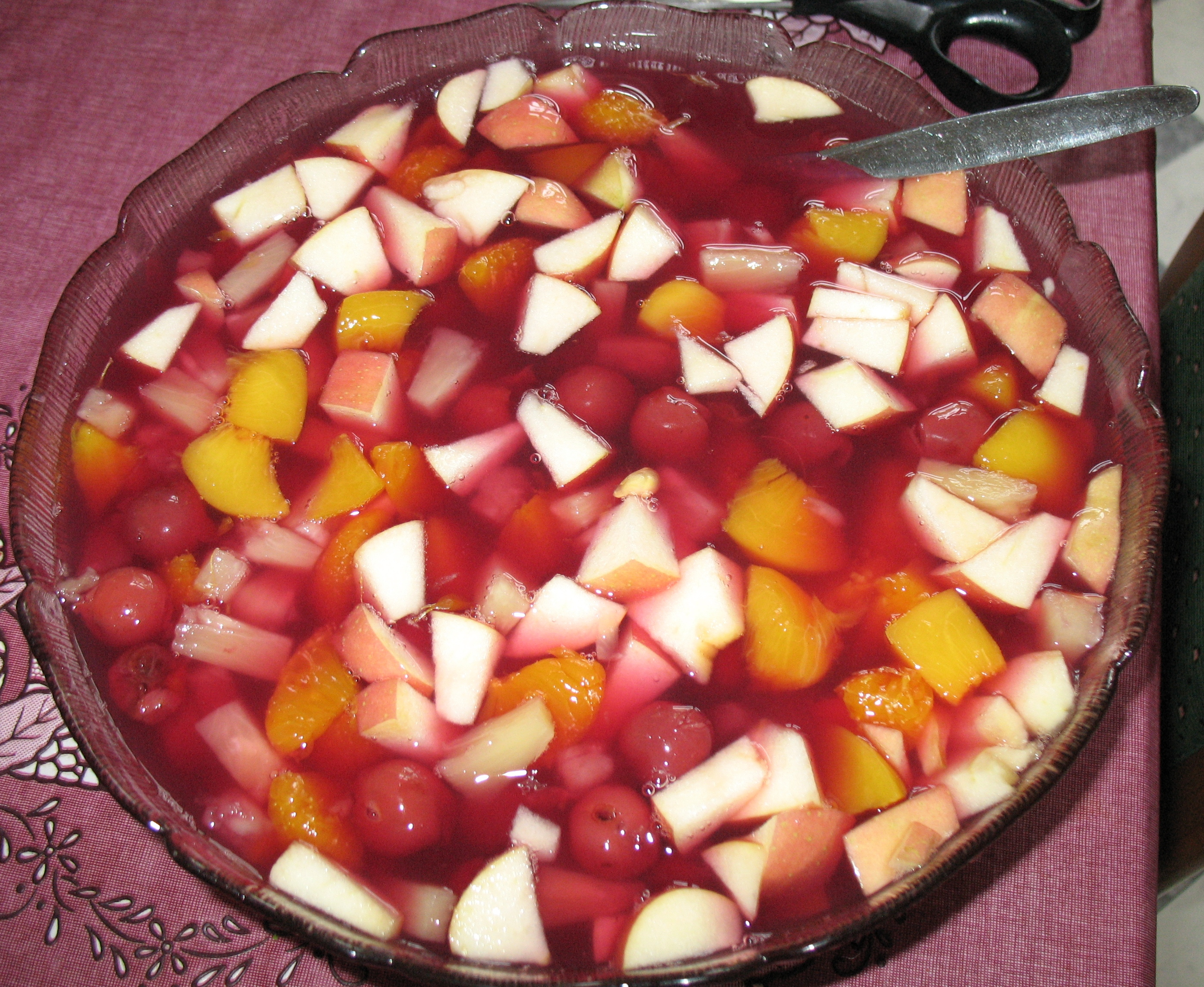
과일 샐러드
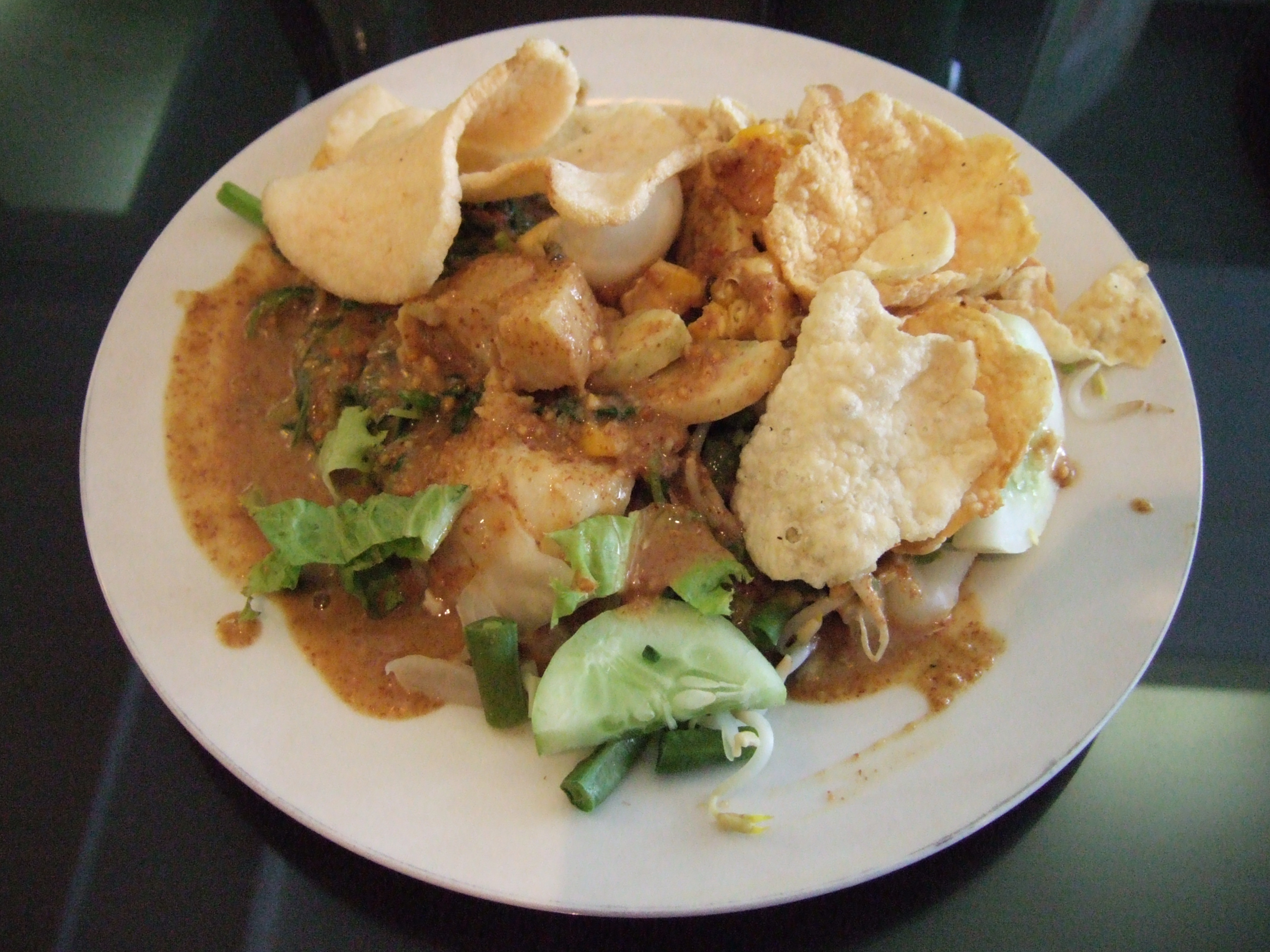
가도가도
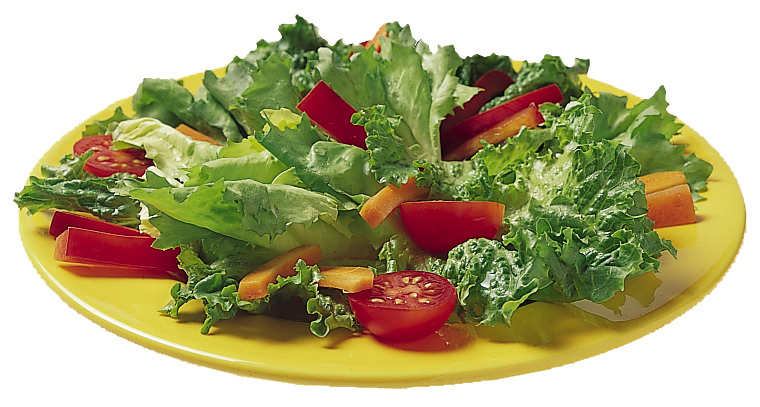
가든 샐러드
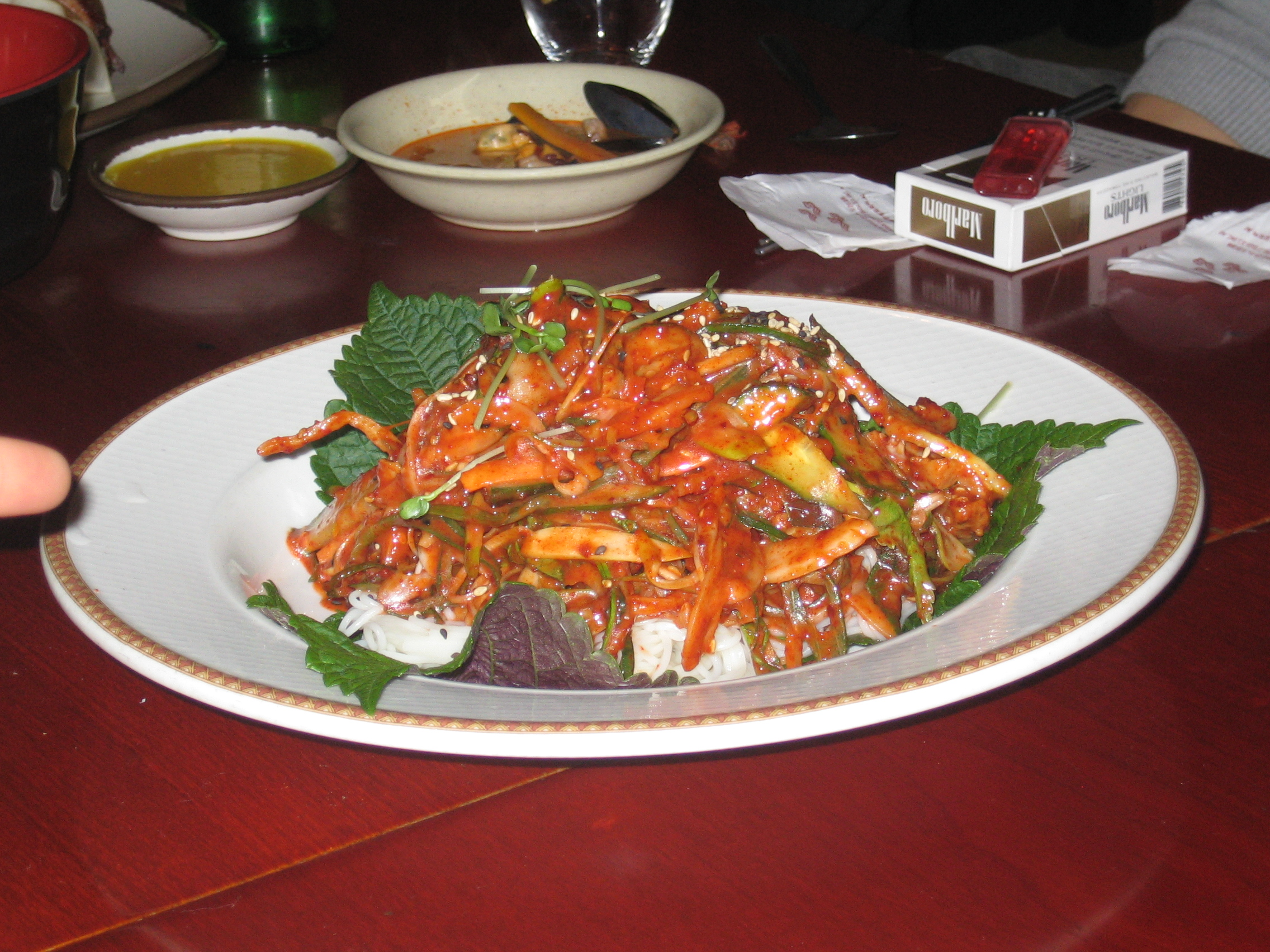
골뱅이무침
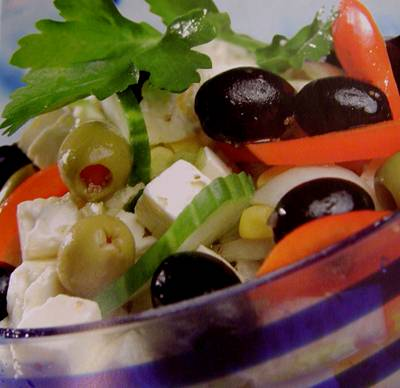
그리스 샐러드
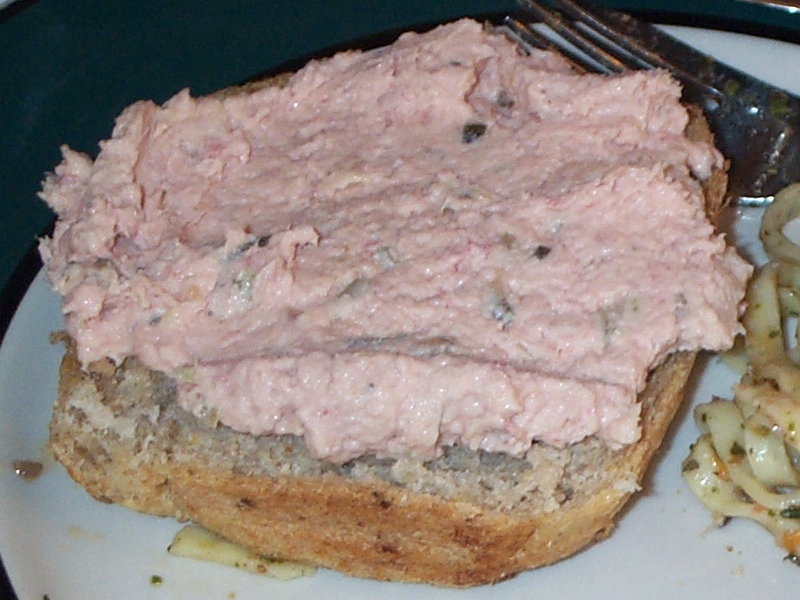
햄 샐러드
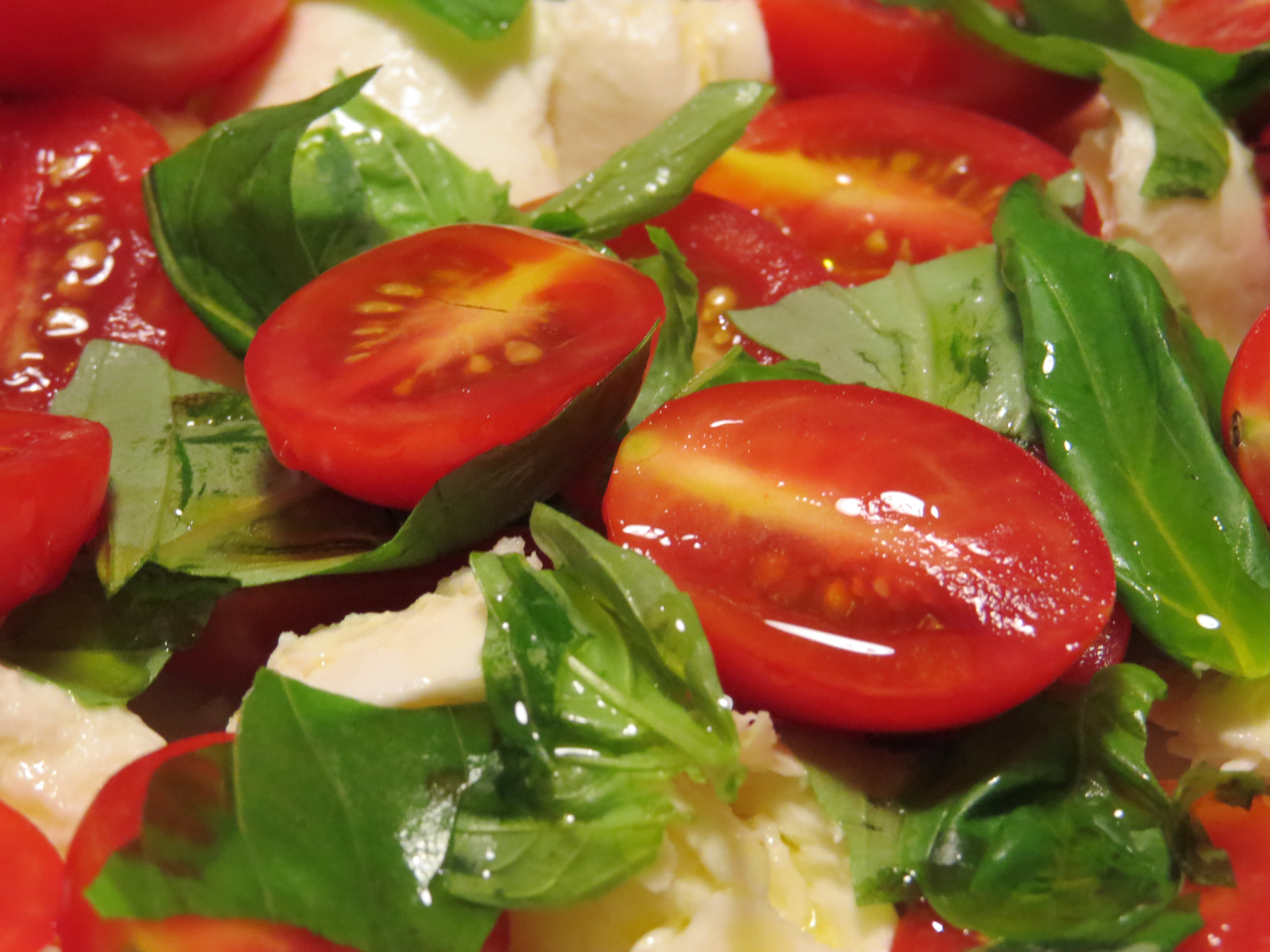
카프레세
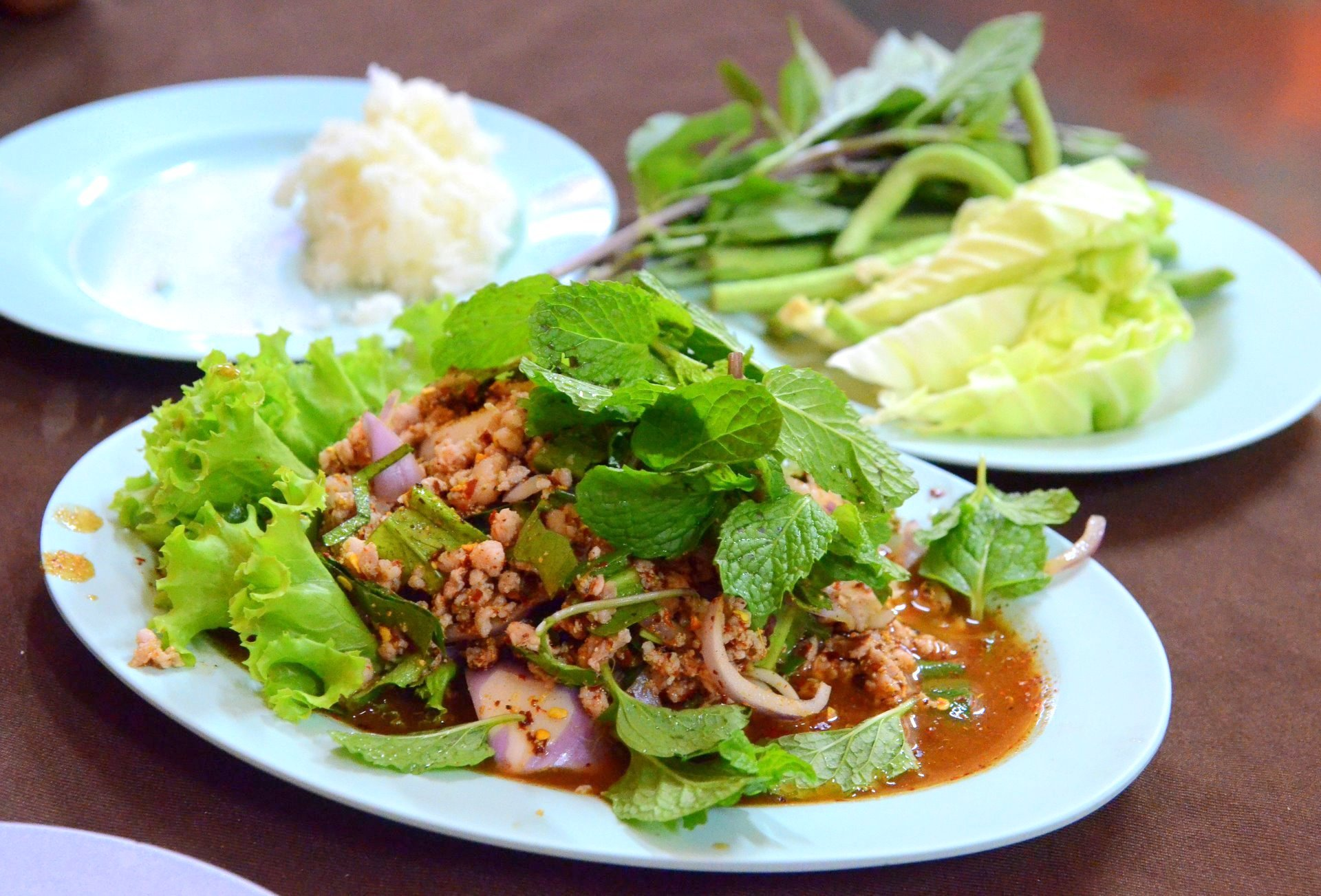
랍
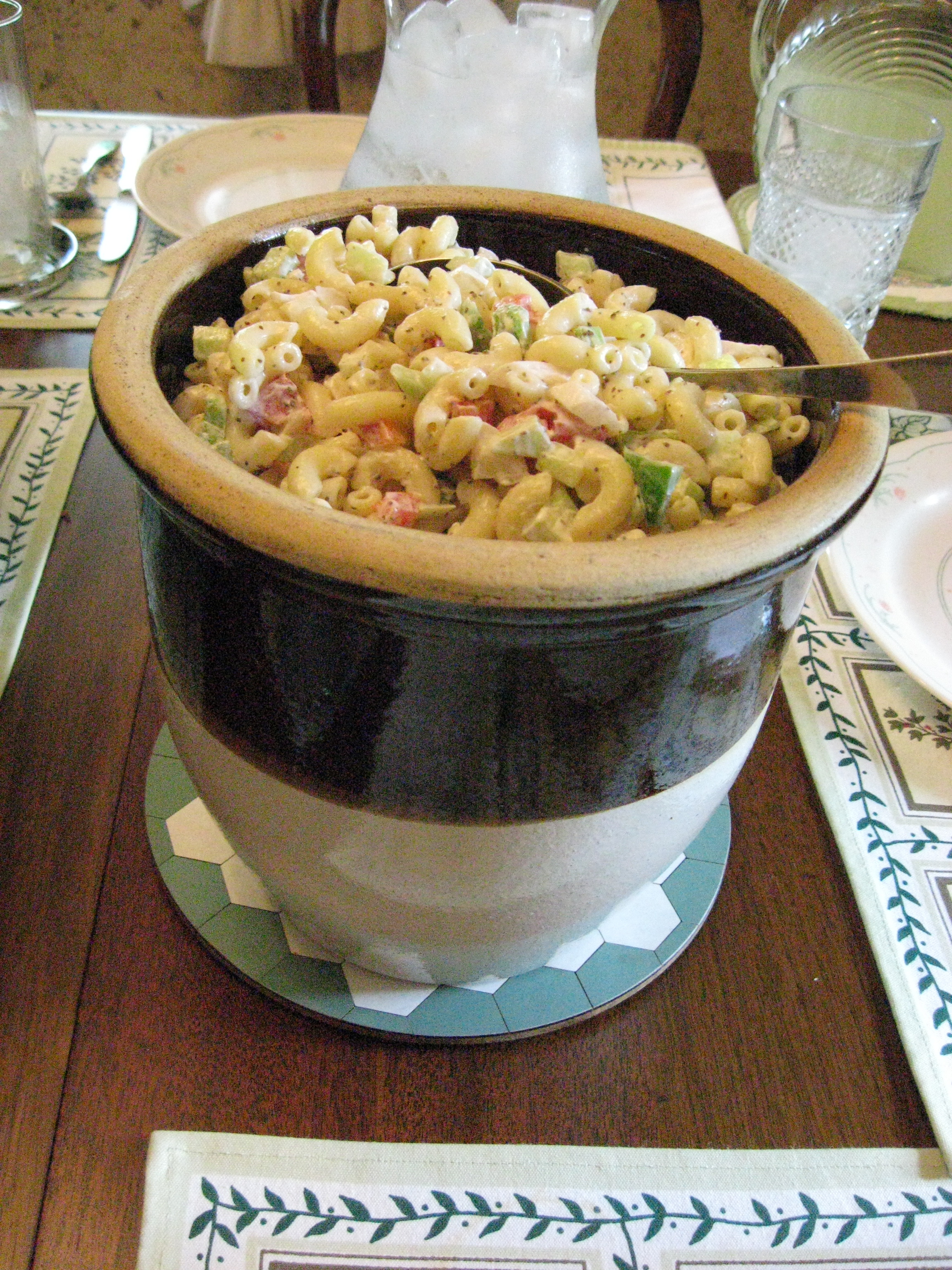
마카로니 샐러드
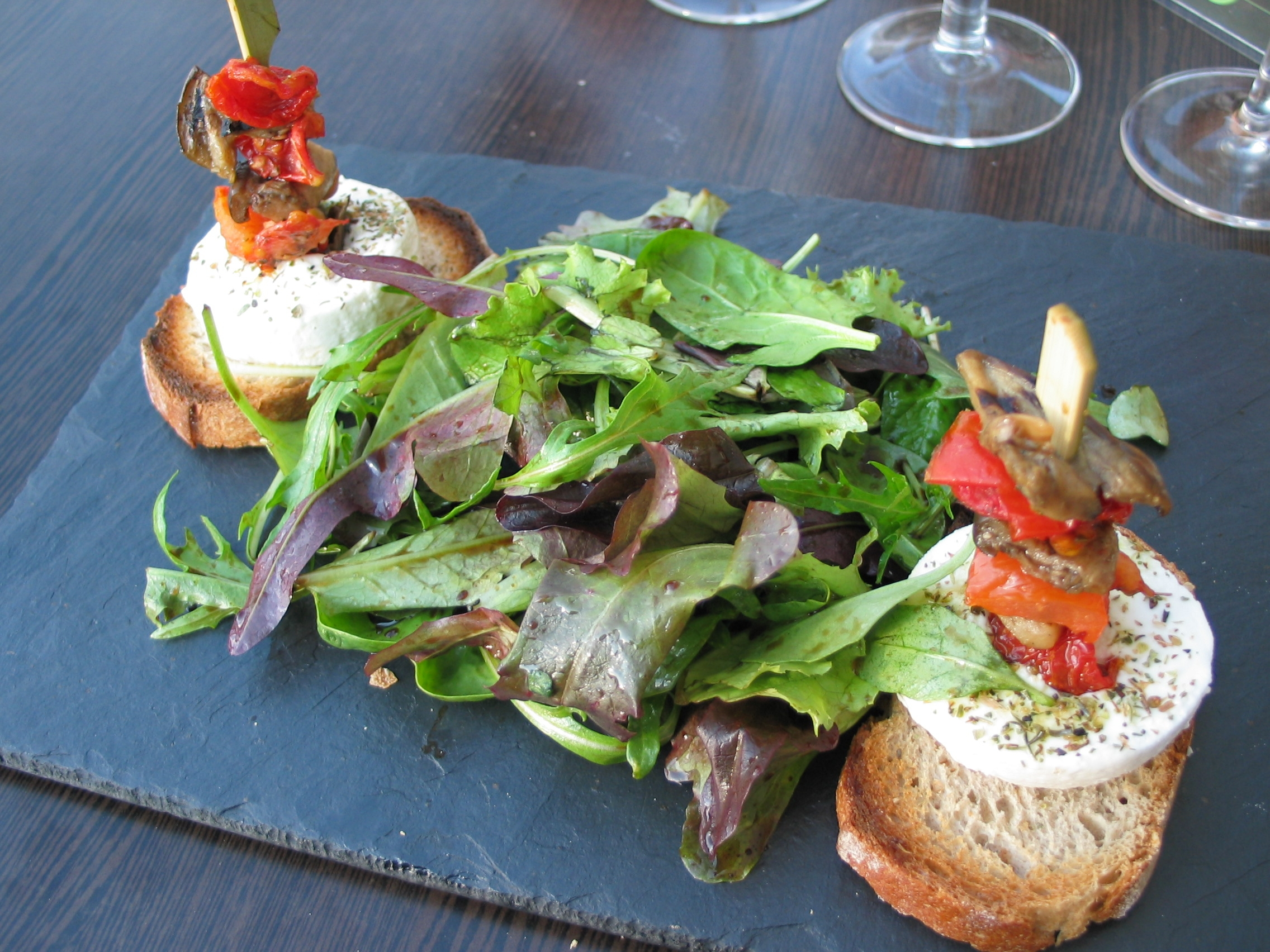
메스클룅
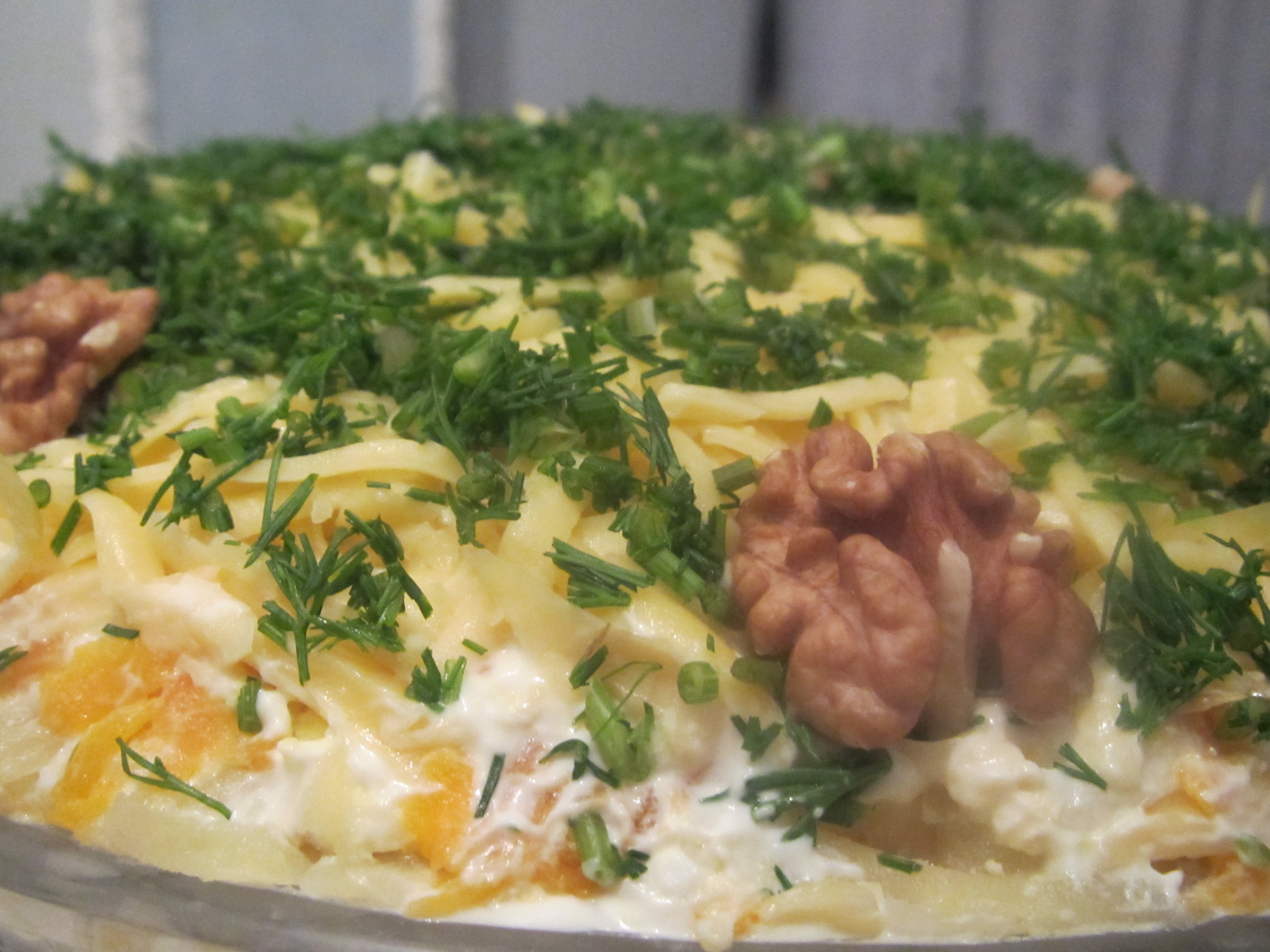
미모사 샐러드
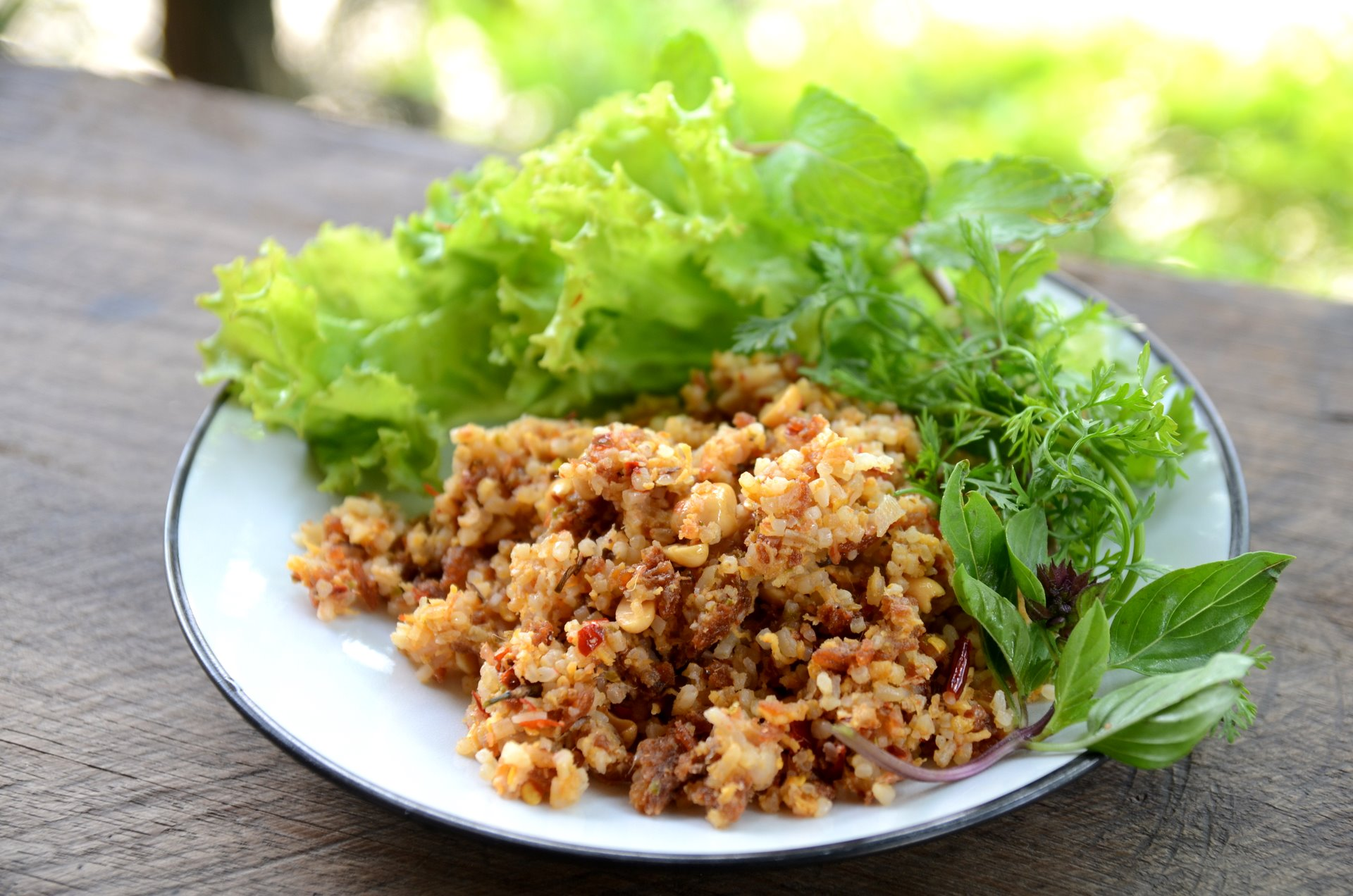
냄 카우
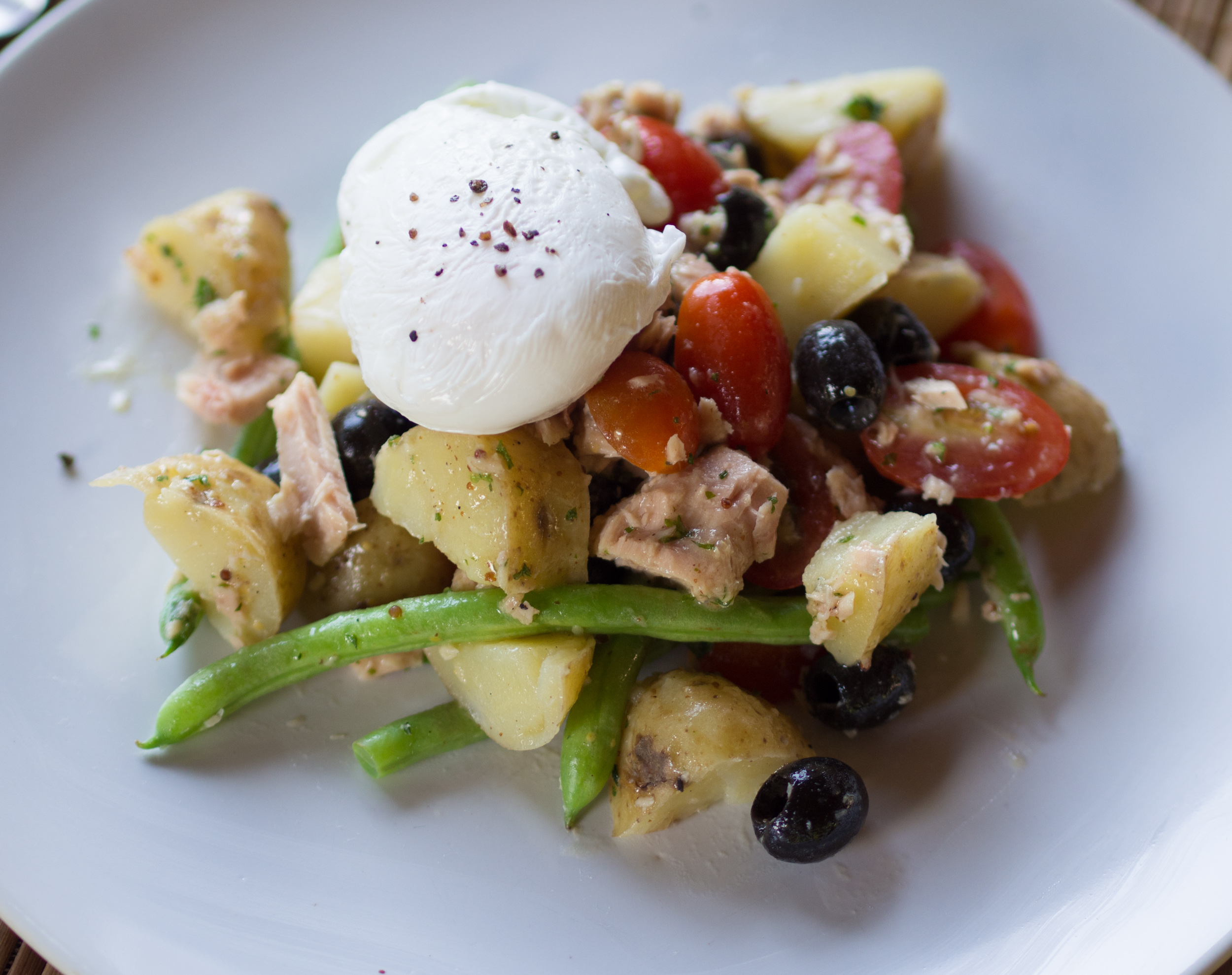
니수아즈 샐러드
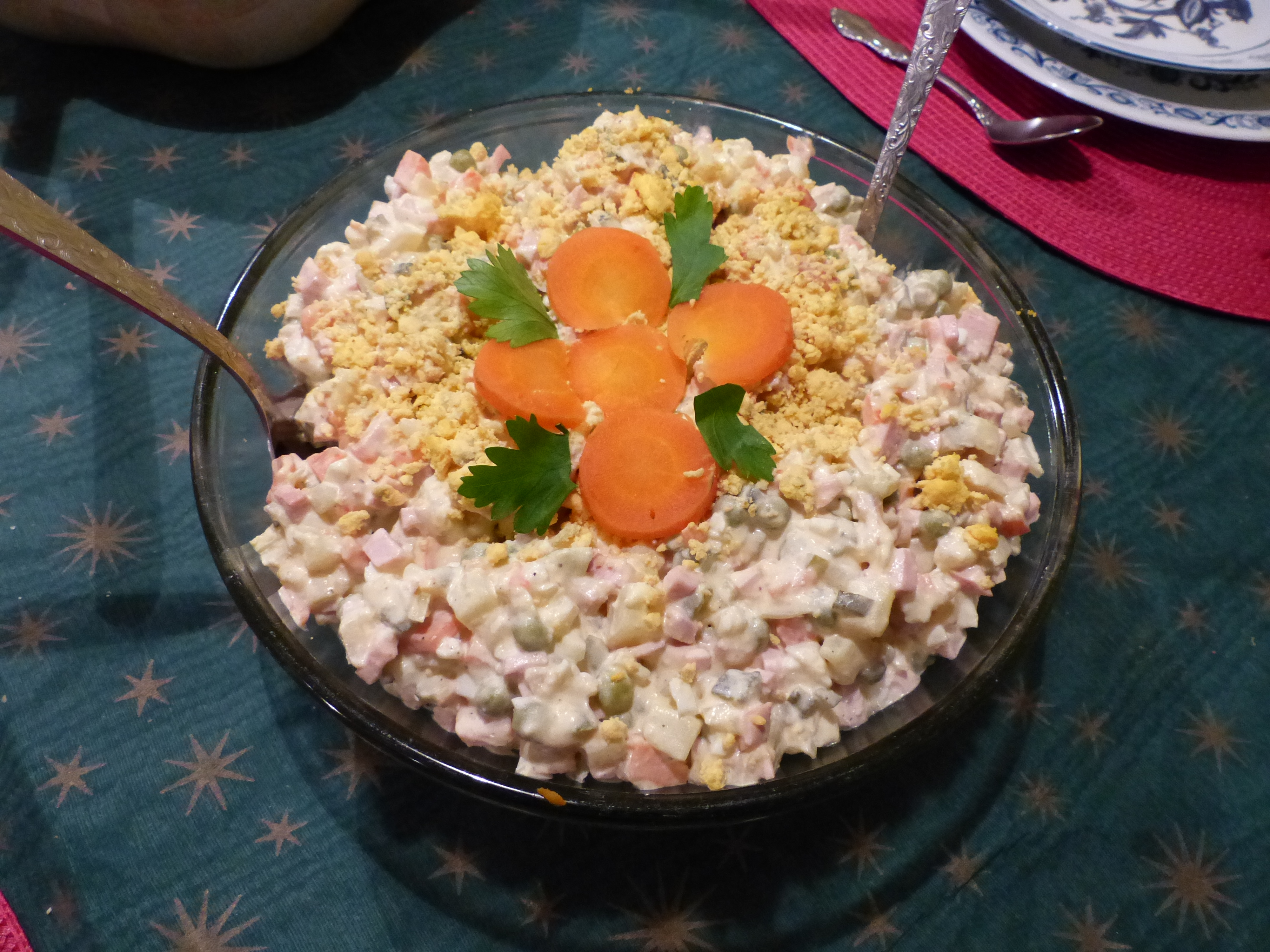
올리비예 샐러드
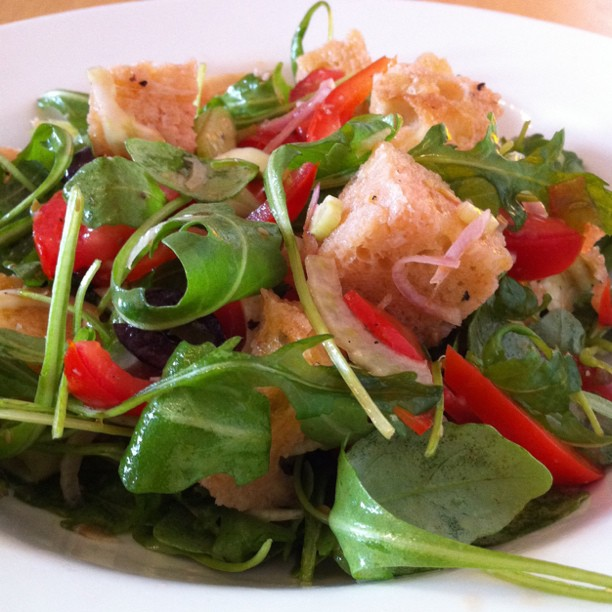
판차넬라
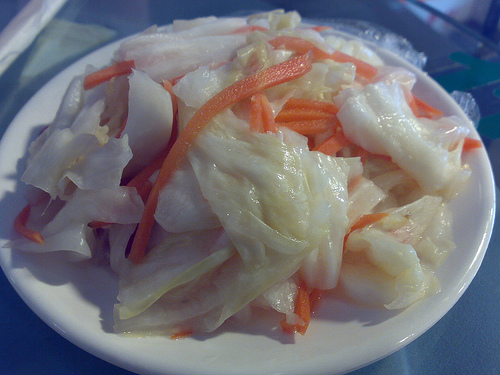
쓰촨 파오차이
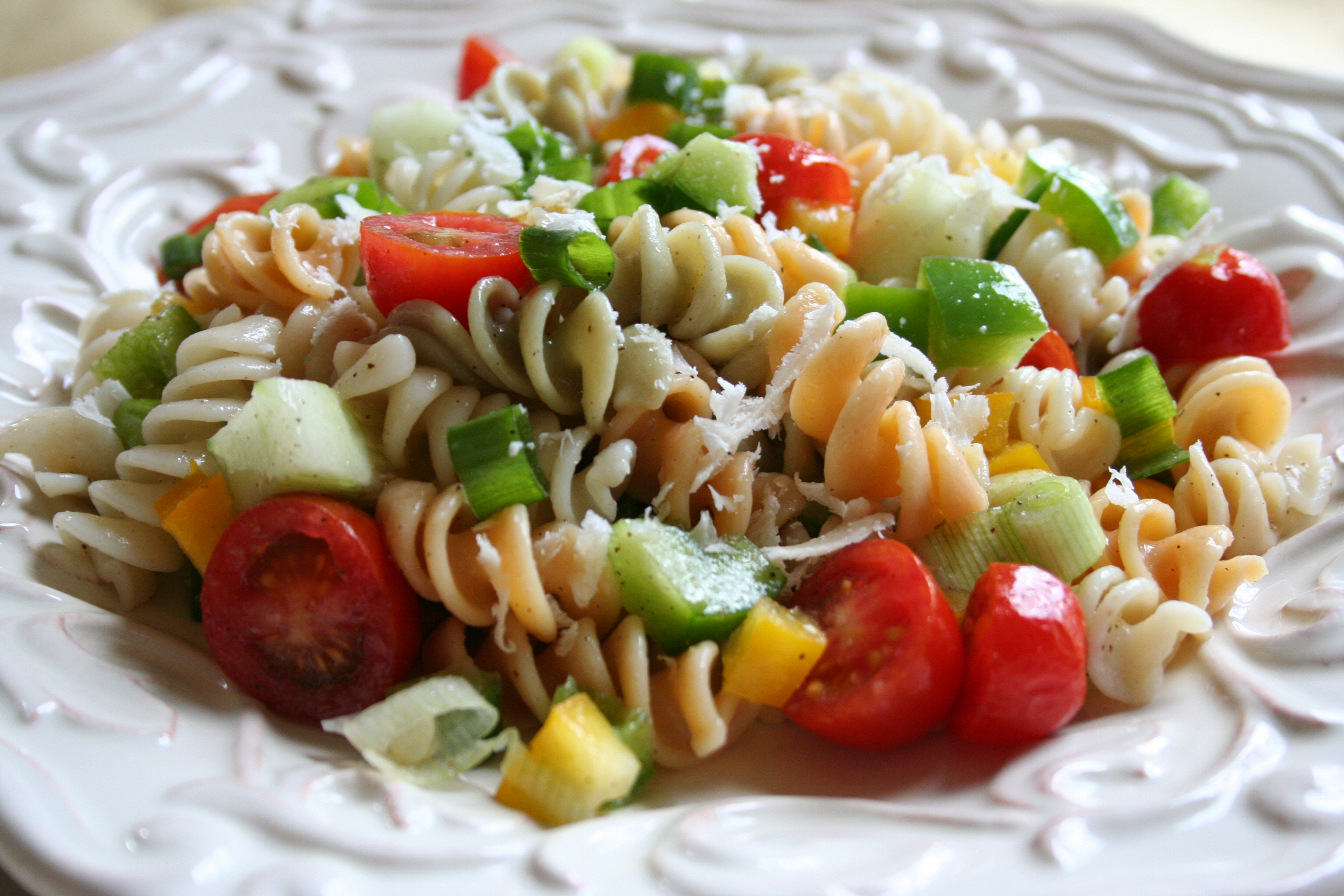
파스타 샐러드
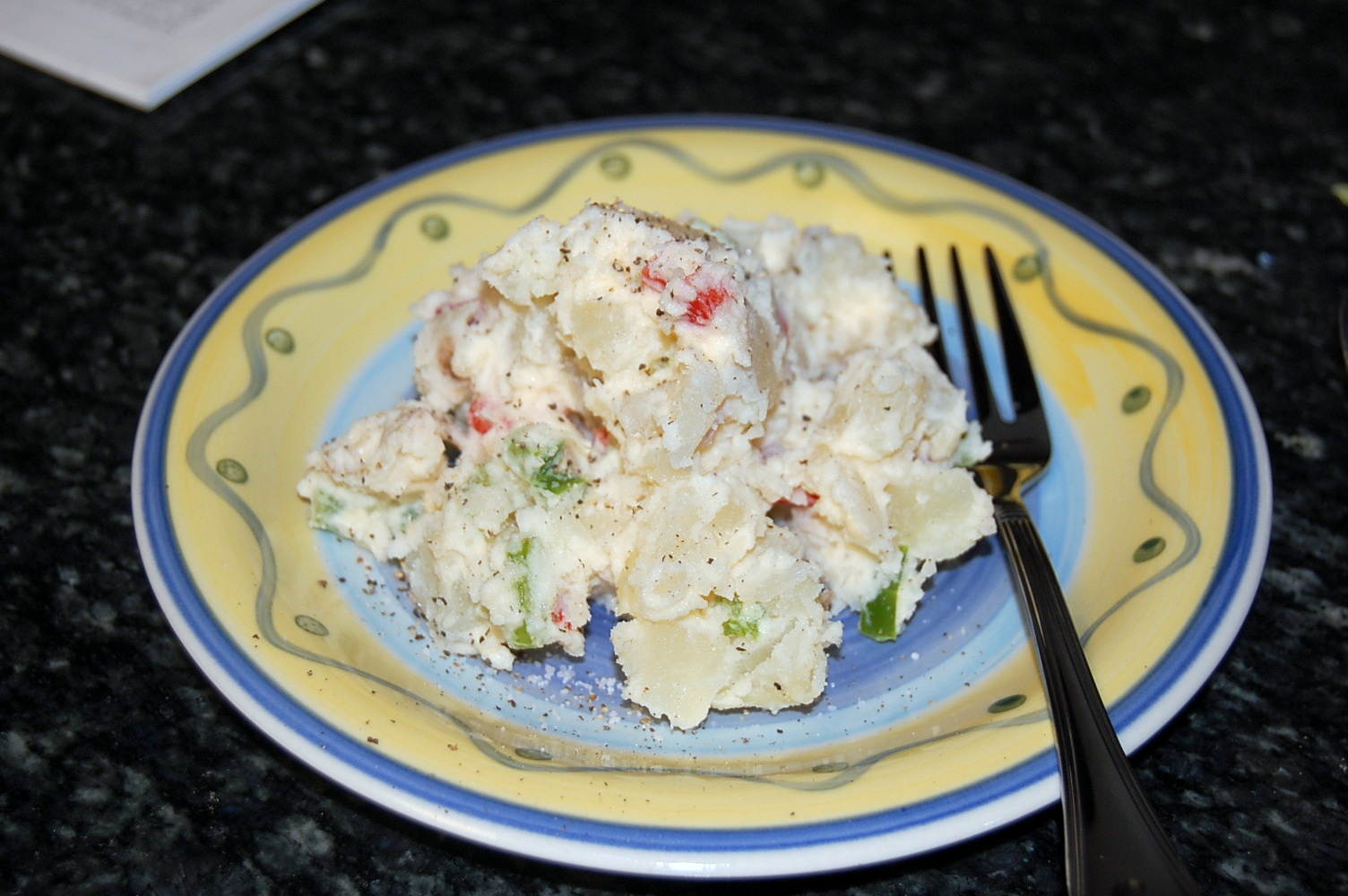
감자 샐러드
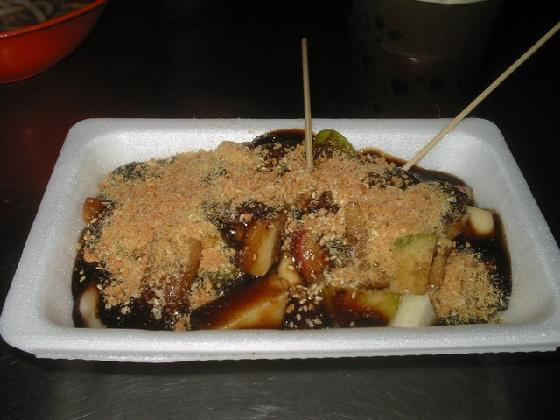
루작
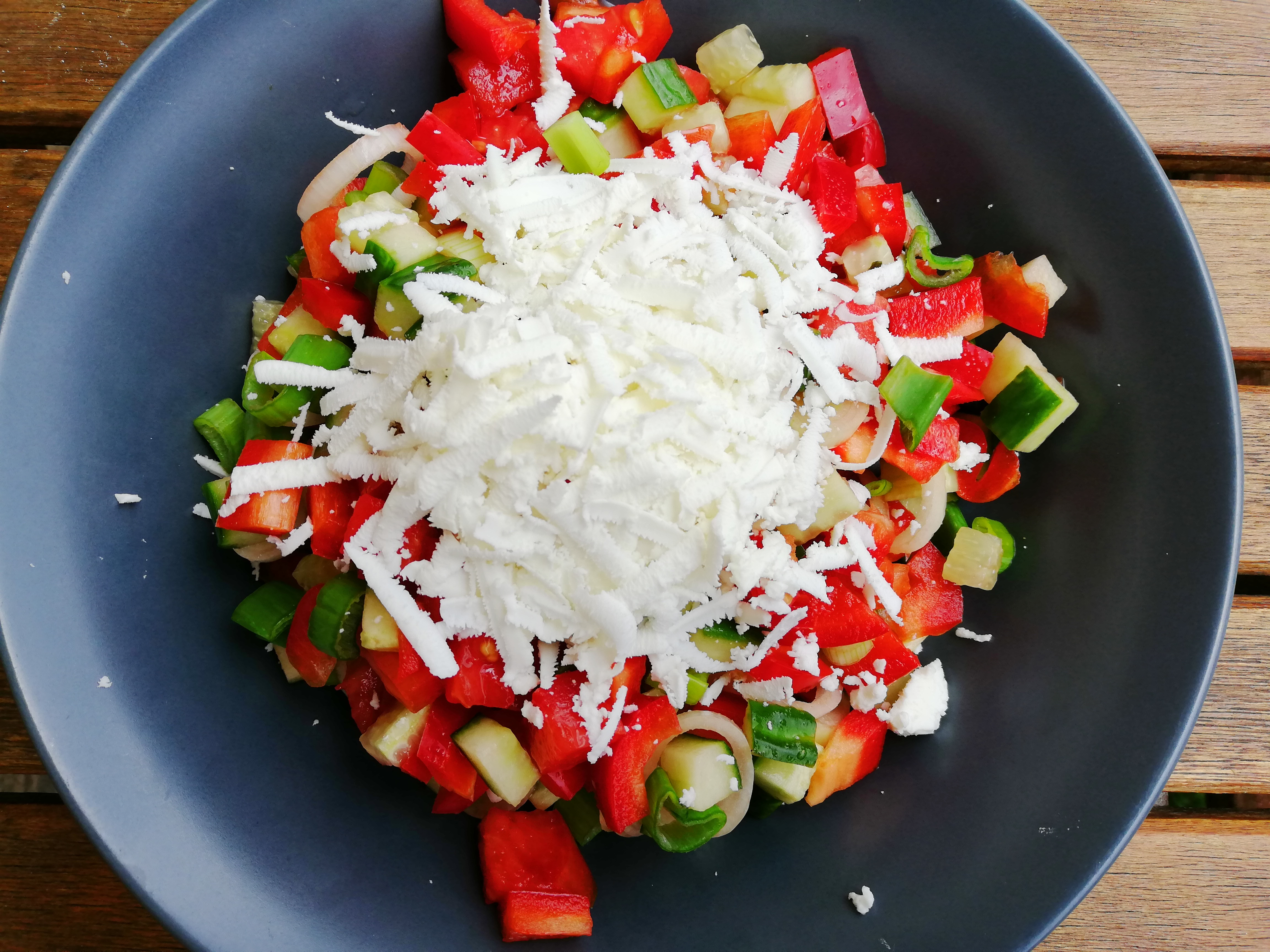
숍스카 샐러드
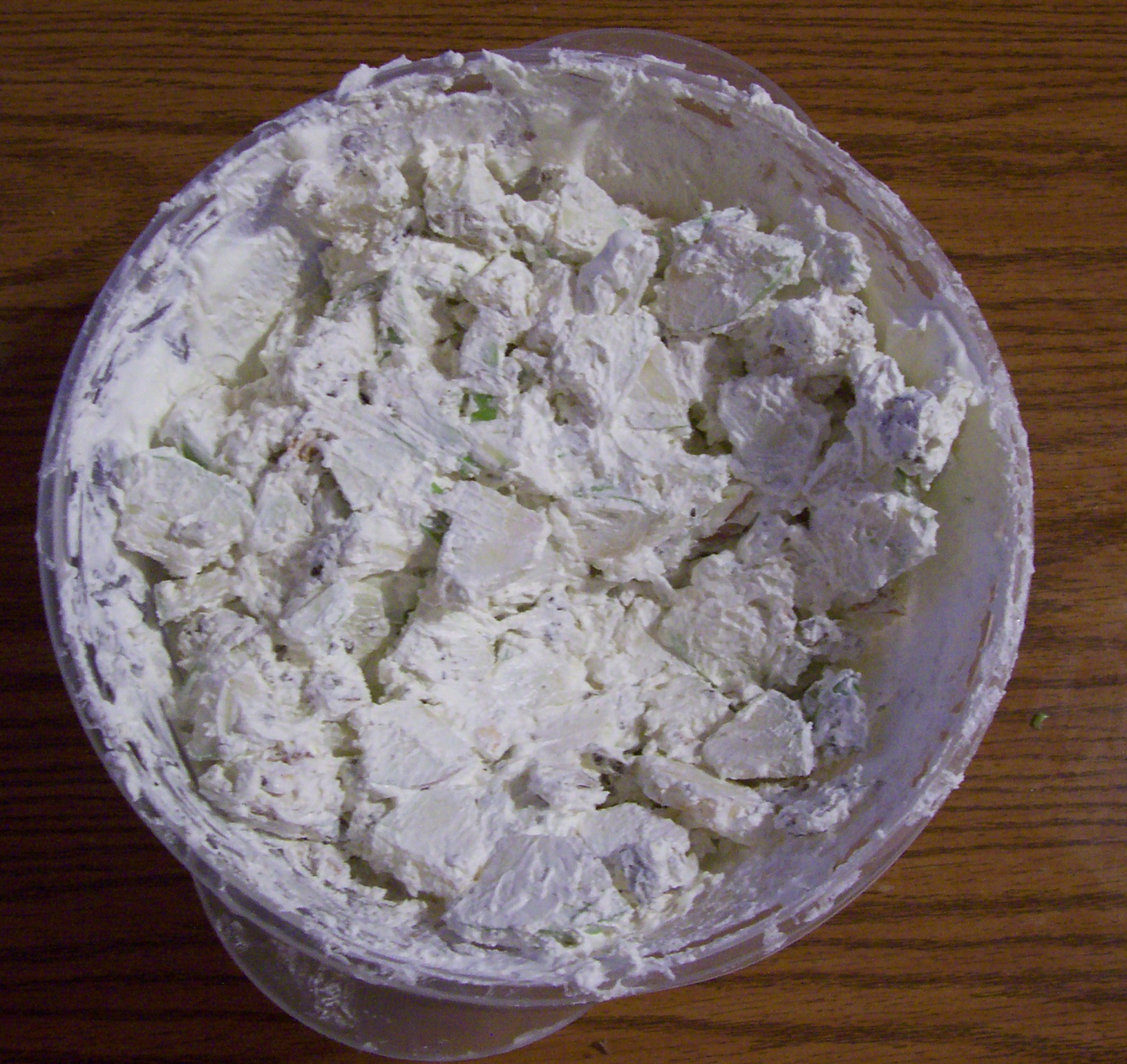
스니커즈 샐러드
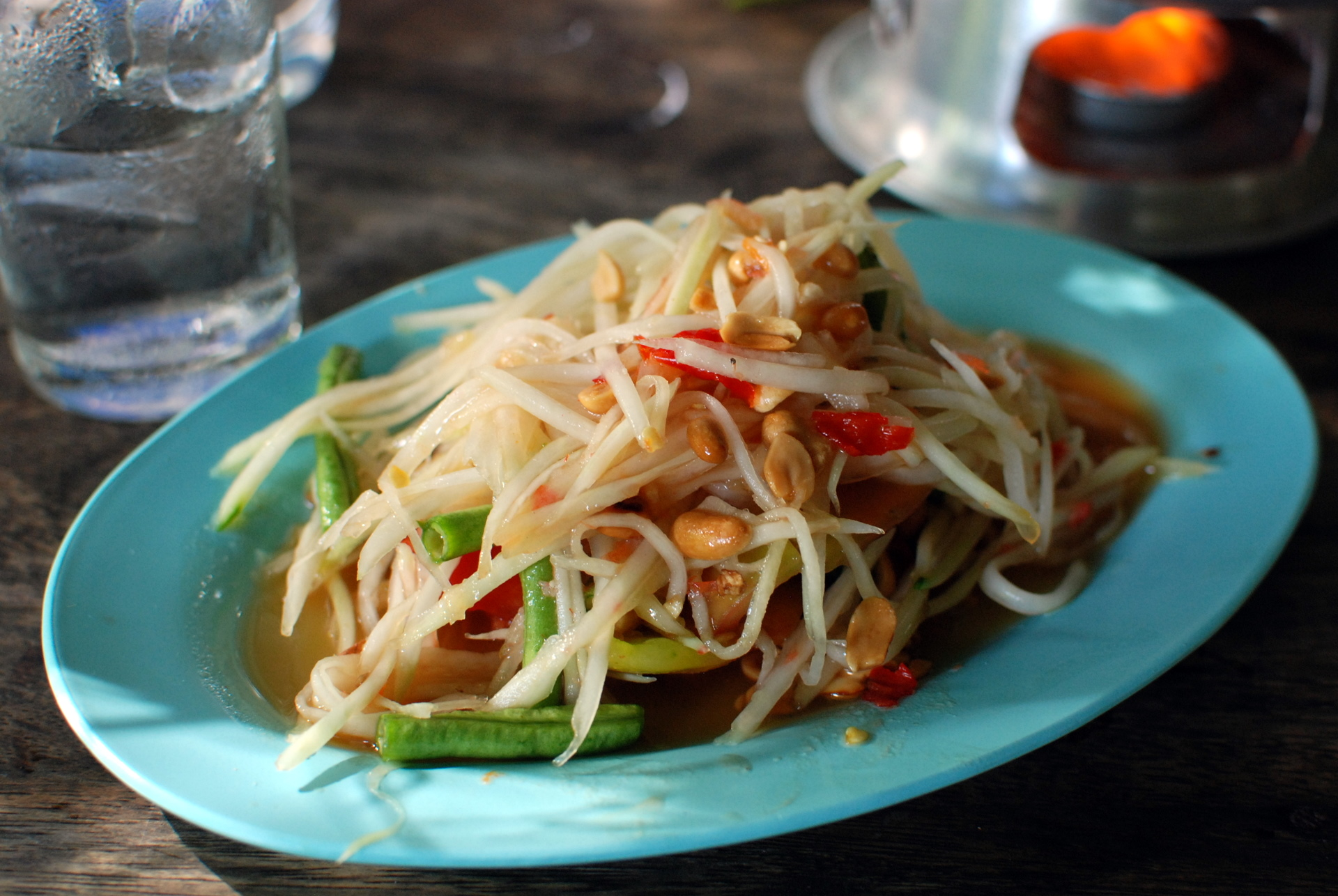
풋파파야 샐러드
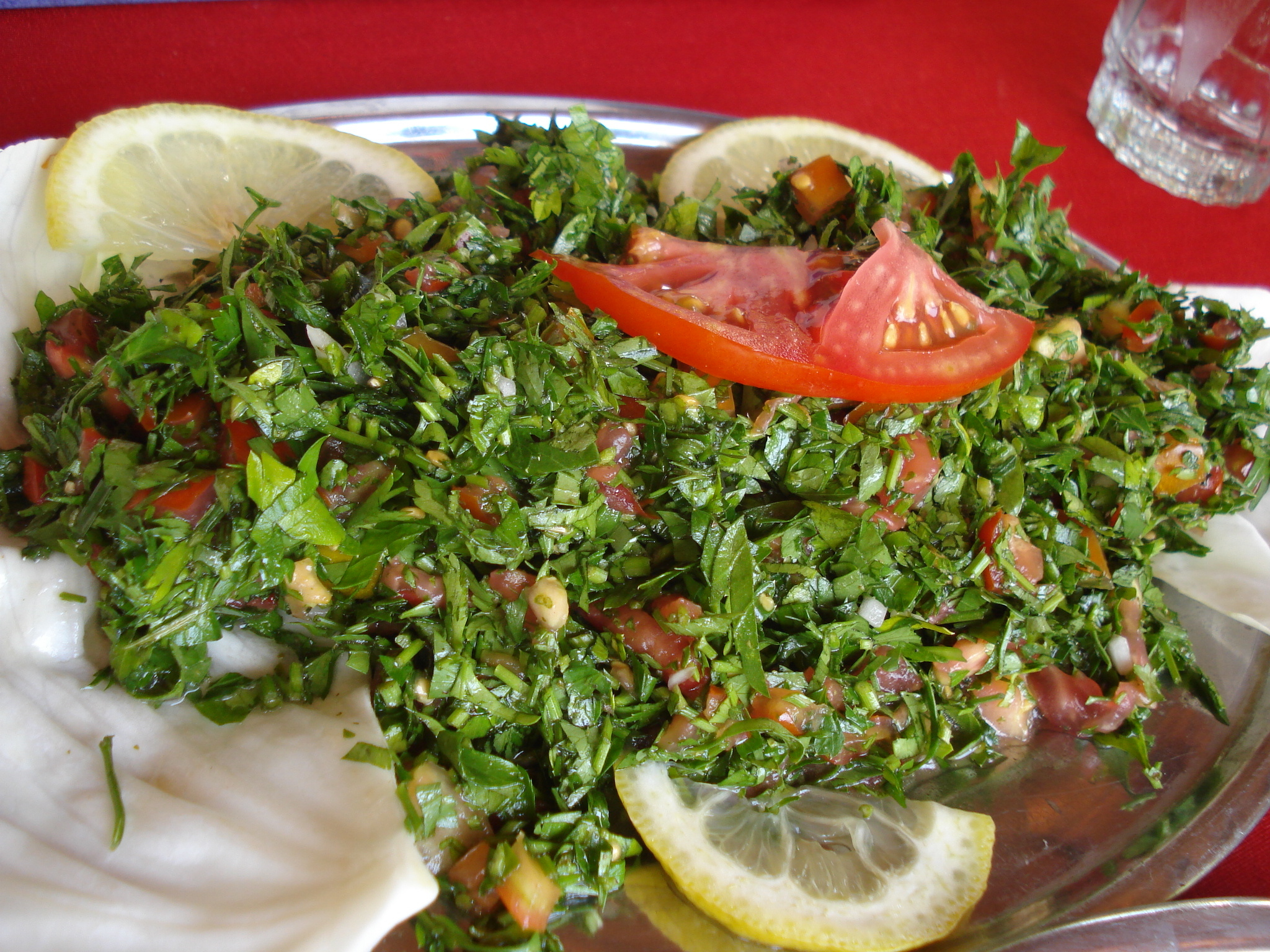
탑불레
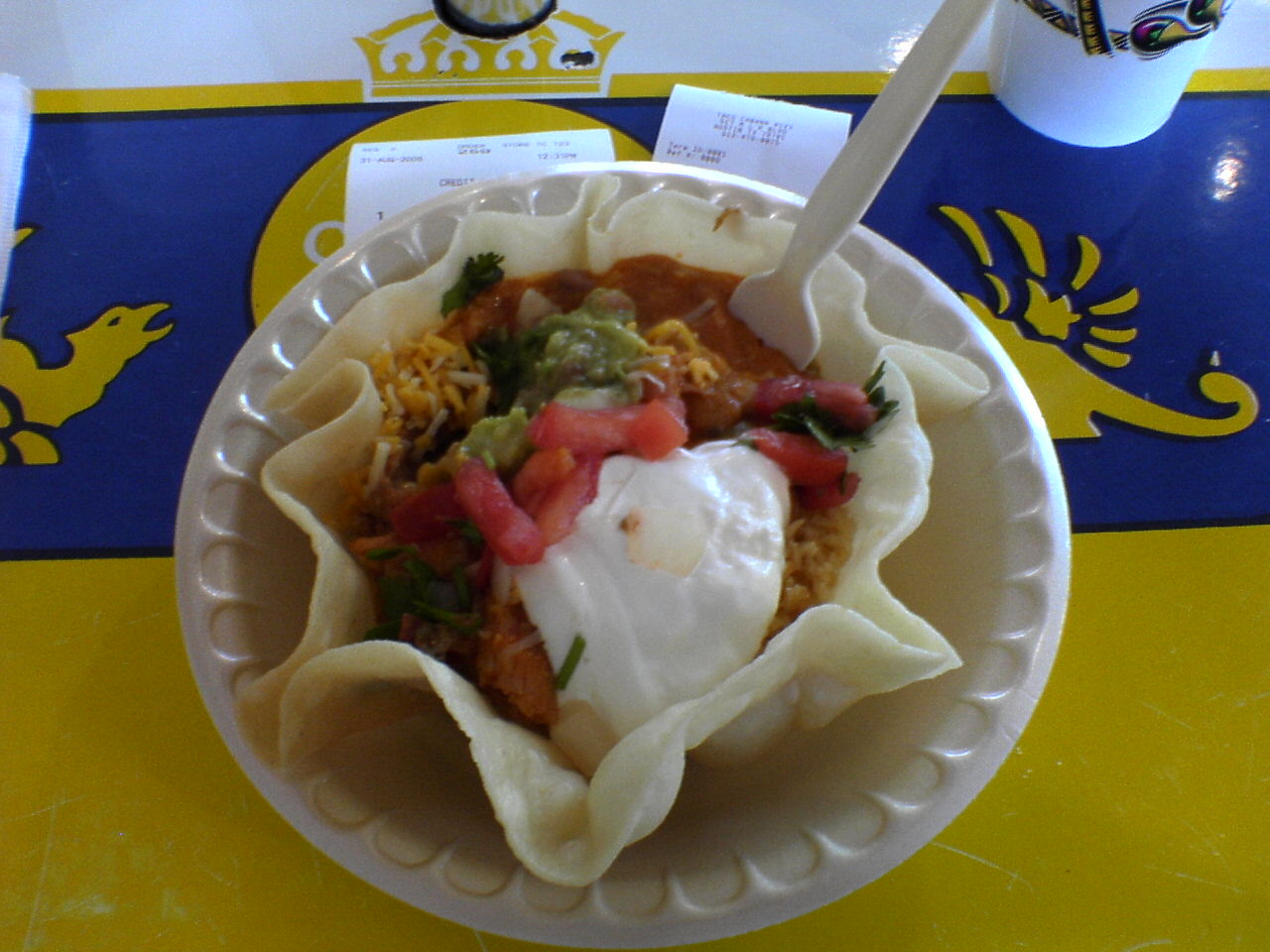
타코 샐러드
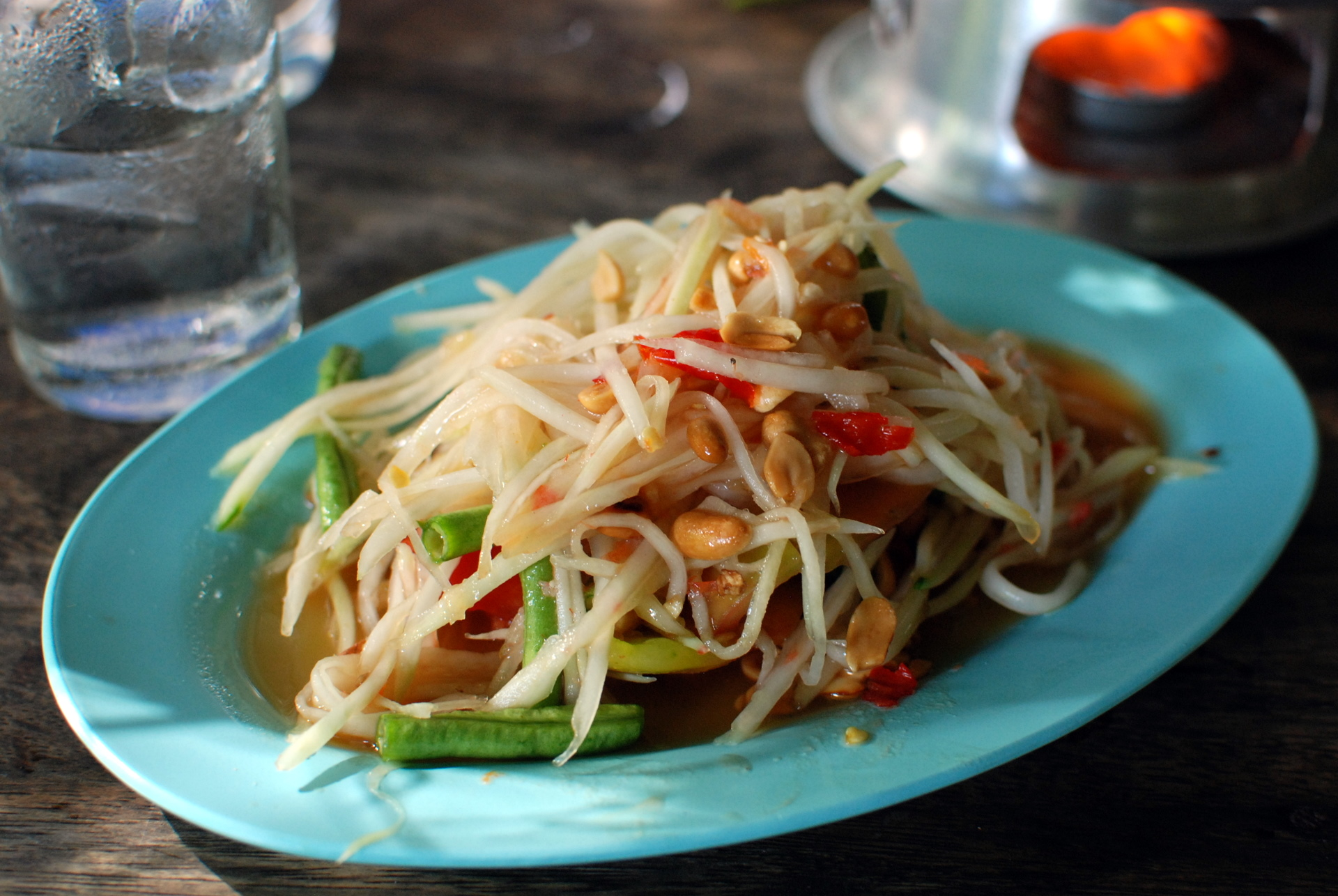
풋파파야 샐러드
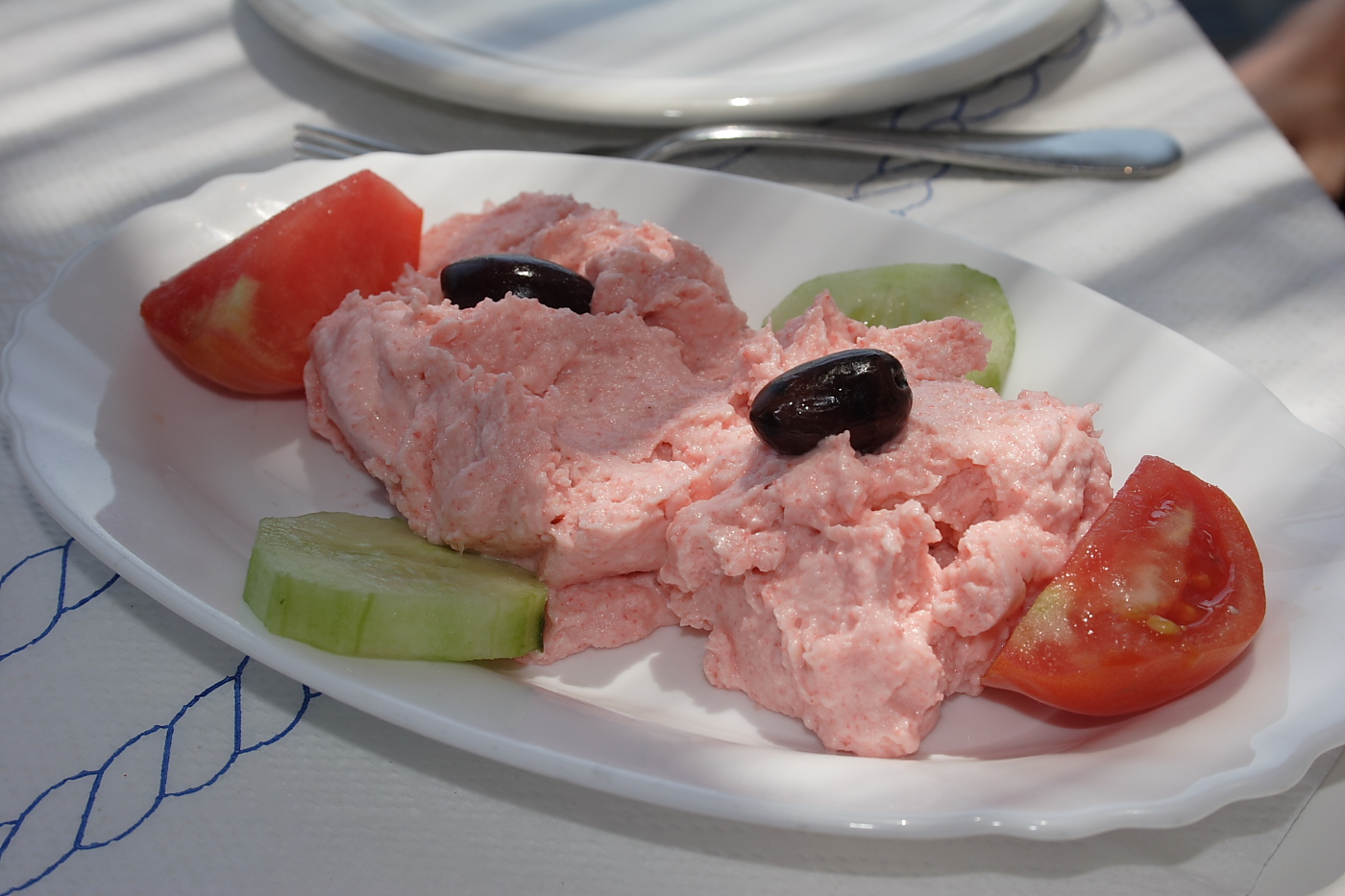
타라모살라타
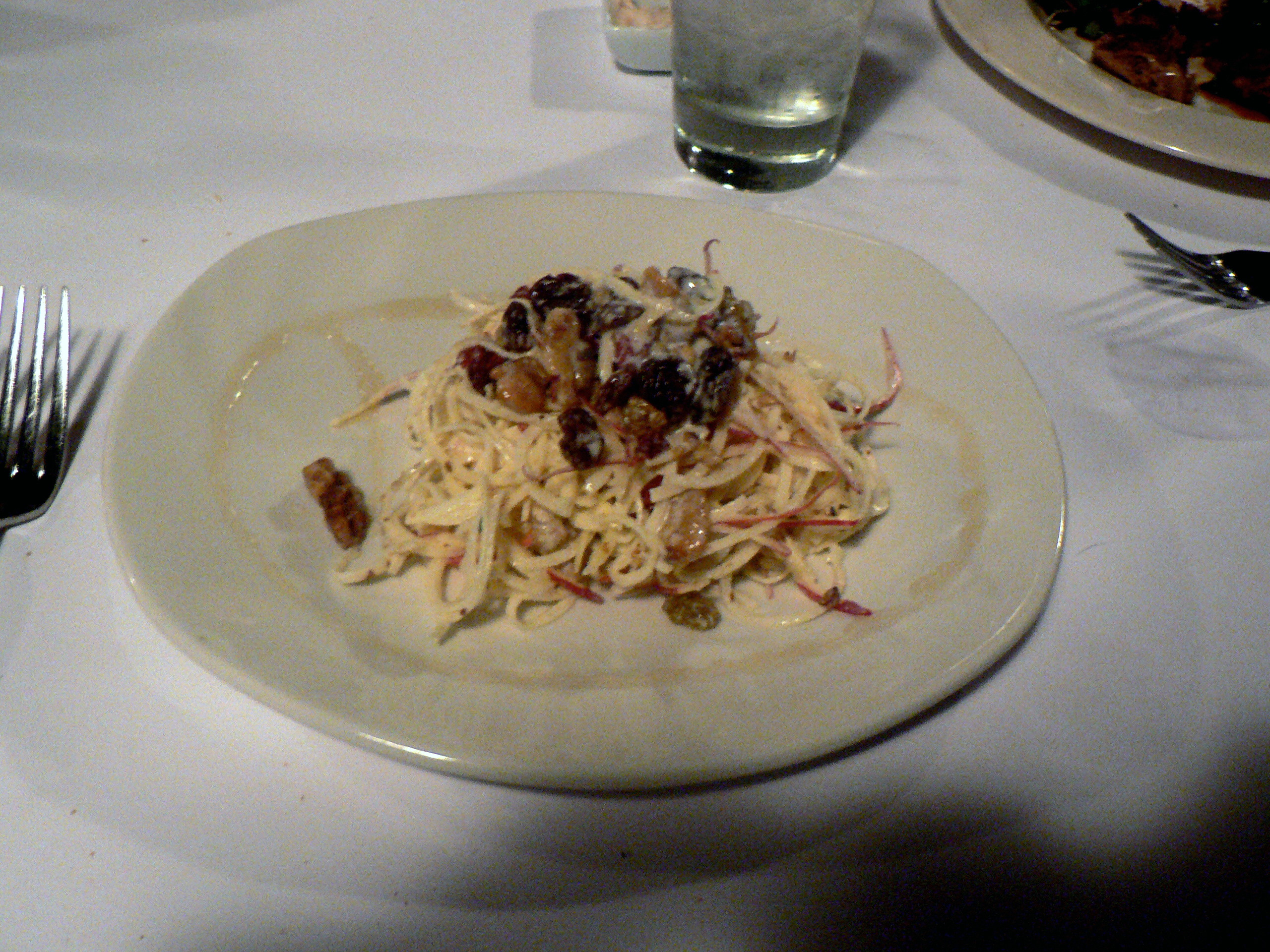
월도프 샐러드
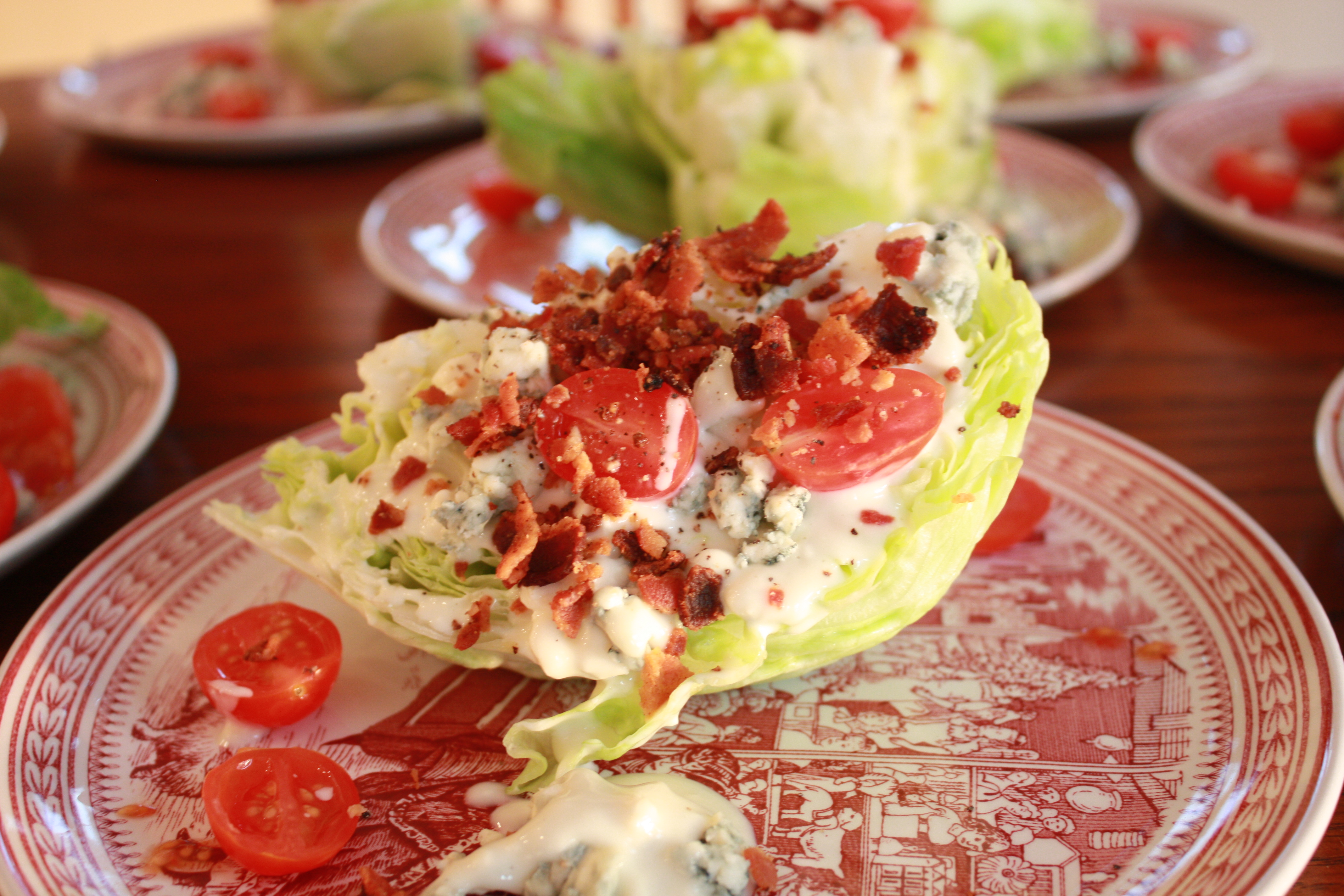
웨지 샐러드
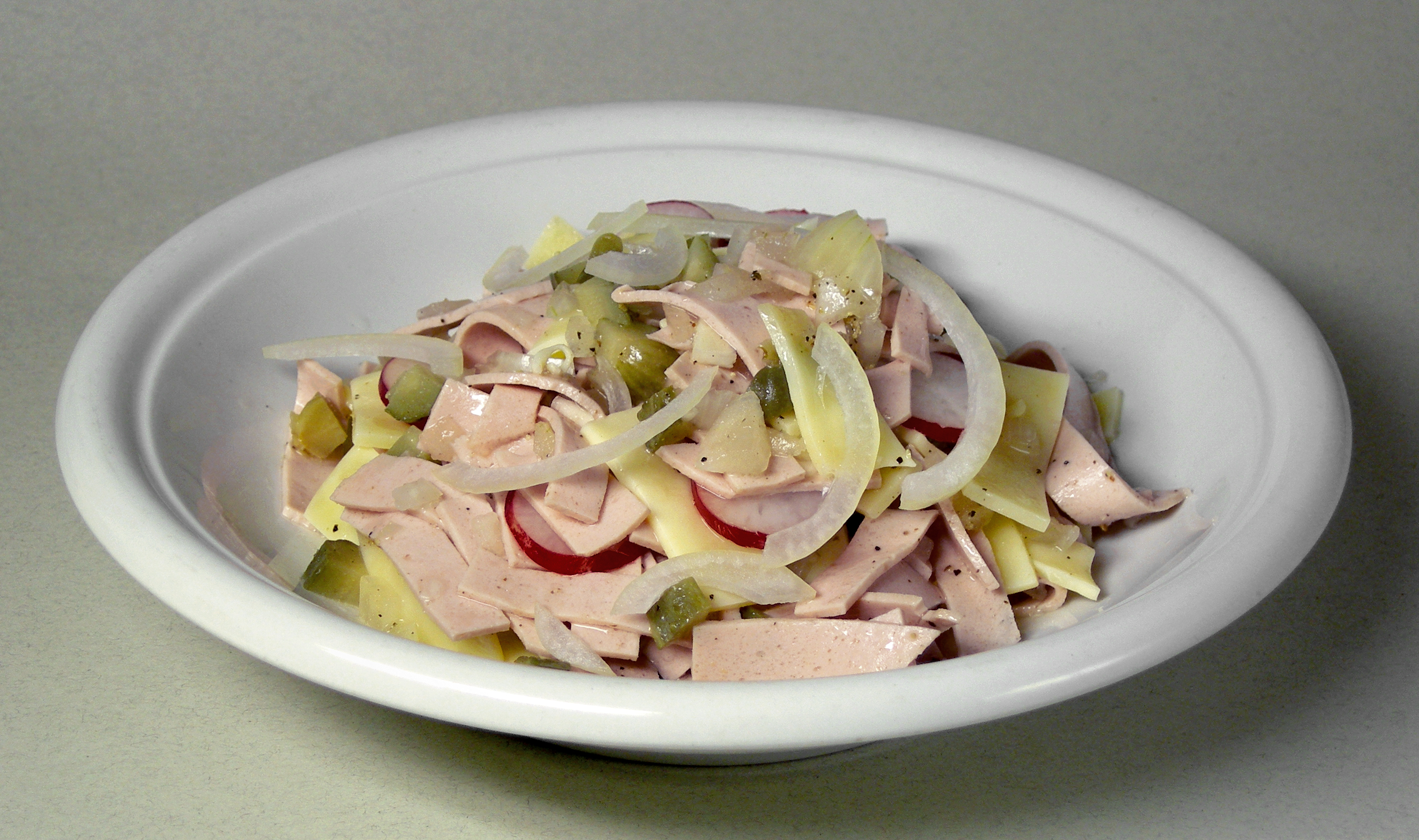
부르스트잘라트
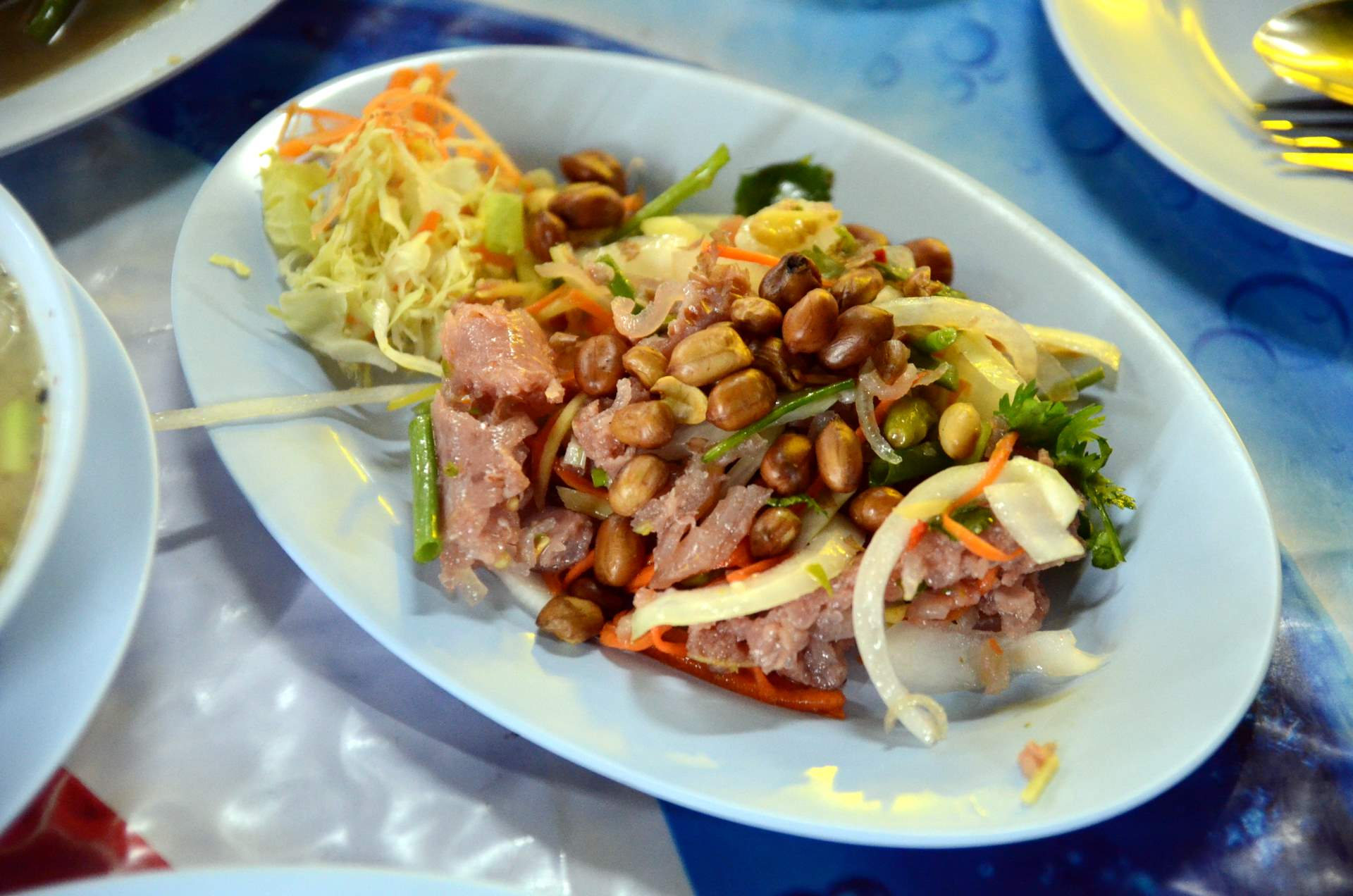
태국 샐러드

### 미정렬
- 당근 샐러드
- 고마아에
- 바바 간누즈
- 살라타 마슈위야
- 냄 카우
- 소면 샐러드
- 살라타 바타타 할와

## 샐러드 드레싱
- 샐러드 드레싱의 예는 아래와 같다.
- 시저 샐러드
- 올리브유
- 프렌치 드레싱
- 머스터드
- 이탈리안 드레싱
- 랜치 드레싱
- 쌀식초
- 샐러드 크림
- 타히니
- 사우전드 아일랜드 드레싱
- 비네그레트
- 와푸 드레싱

## 같이 보기
- 안주 (음식)
- 요리
- 오르되브르
- 메제
- 태국 샐러드